# Lindenfels
Lindenfels ist eine Stadt im Odenwald im südhessischen Landkreis Bergstraße.

## Geografie

### Lage und Geologie

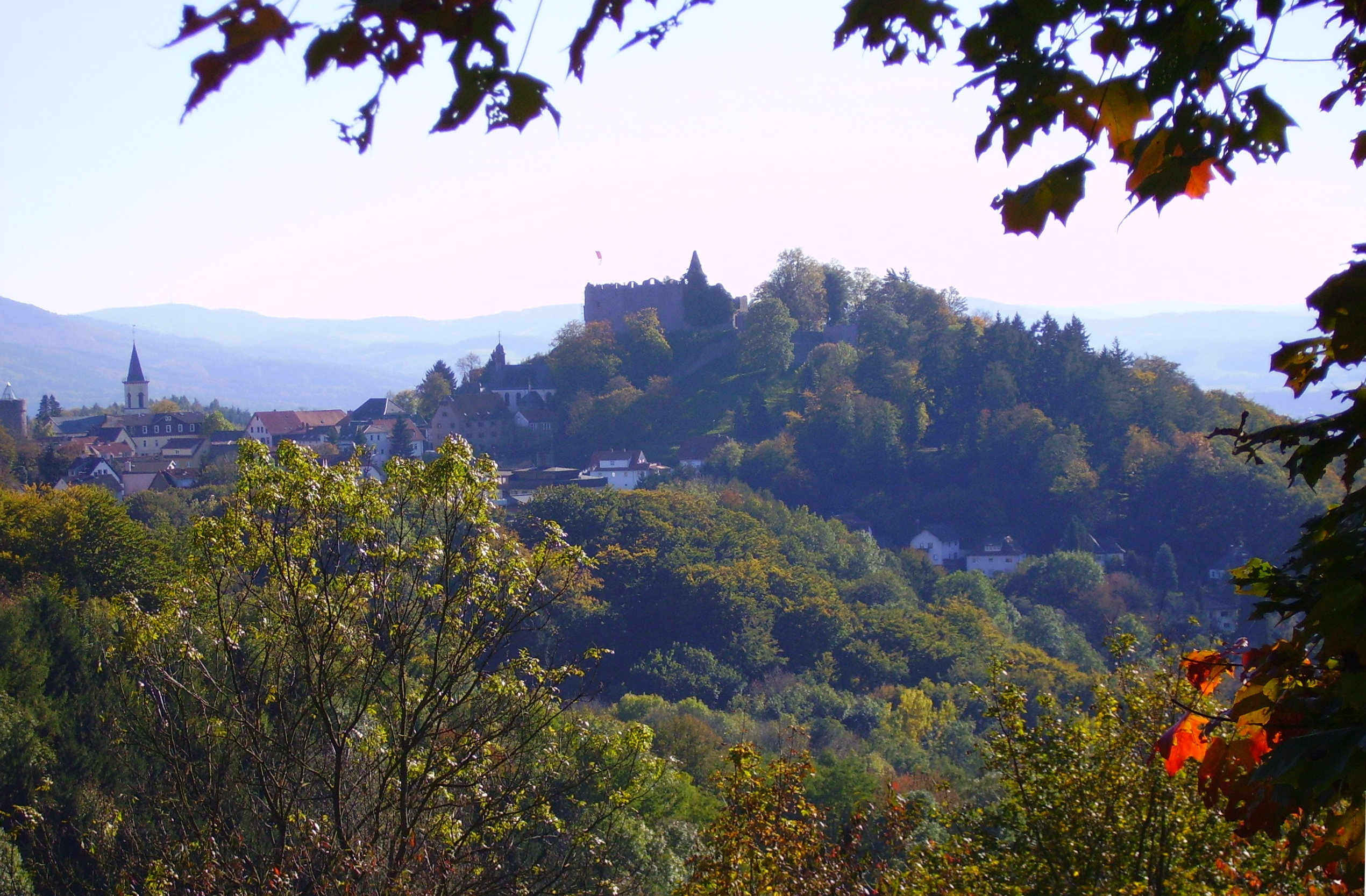
Blick aus nördlicher Richtung auf Burg, katholische und evangelische Kirche

Der heilklimatische Kurort Lindenfels ist im Süden Hessens unter vielen Dörfern das einzige Städtchen im Vorderen Odenwald. Die Altstadt liegt in 350 Metern Höhe auf der Sattelfläche zwischen dem bewaldeten Schenkenberg (479,6 m ü. NN) im Nordosten und einem Bergsporn mit der Burg Lindenfels (410,4 m ü. NN) im Südwesten. Die Kernstadt Lindenfels ist rundum in eine waldreiche Berglandschaft eingebettet, ihre höchste Erhebung ist das Buch (535,3 m ü. NN) im Norden. Bei Seidenbuch im Südwesten des Stadtgebiets ragt der 576 Meter hohe Krehberg als markanter Odenwaldgipfel auf und im Norden liegt an der Stadtgrenze oberhalb des Stadtteils Winterkasten die Neunkircher Höhe, mit 605 Meter der höchste Gipfel im Vorderen Odenwald. Mit Ausnahme von Winterkasten, das an einem der beiden Quellbäche der Gersprenz liegt, die dem Main zufließt, entwässern alle anderen Stadtteile über das Talsystem der Weschnitz nach Süden in den Rhein.
Geologisch liegt Lindenfels im Kristallinen Odenwald, in dem überwiegend aus Magma auskristallisierte Tiefengesteine den Untergrund bilden. Auf der Gemarkung von Lindenfels stehen dabei unterschiedliche kristalline Gesteine an: Altstadt, Burgberg und Schenkenberg liegen auf Älterem Biotitgranit, das Massiv des Buchs auf einer Einheit aus Diorit und Gabbro; dazwischen liegt eine schmale, aber langgestreckte (bis nach Heppenheim reichende) Zone aus kontaktmetamorphen Quarzbiotitschiefern, d. h. einer Gesteinsformation, die im Zuge der Variskischen Gebirgsbildung metamorphisiert wurde. Das Geotop des Jahres 2019 des Geo-Naturparks Bergstraße-Odenwald an der Lindenfelser Bismarckwarte besteht deshalb auch aus drei Einzelgeotopen: der Gabbrohalde am Buch, dem Glimmerschieferaufschluss an der Bismarckwarte und einem Aufschluss des Schenkenberg-Granits.

### Kommunale Nachbarschaft
Lindenfels liegt im nordöstlichen Landkreis Bergstraße und teilt seine Stadtgrenze mit dem Landkreis Darmstadt-Dieburg und dem Odenwaldkreis. Lindenfels hat sechs kommunale Grenz-Nachbarn. Die Lage von Lindenfels prägt die Mitte des geografischen Polygons Darmstadt, Groß-Umstadt, Michelstadt/Erbach, Weinheim, Heppenheim und Bensheim im kristallinen Odenwald. Im Nordwesten schließt die Gemeinde Lautertal (Gadernheim) an, im Süden die Gemeinde Fürth (beide Landkreis Bergstraße). Im Norden sind die Gemeinden Modautal (Brandau) und Fischbachtal (Lützelbach) (beide Landkreis Darmstadt-Dieburg) die Nachbarn. Im Nordosten grenzt das Gemeindegebiet an Fränkisch-Crumbach und im Osten ist Reichelsheim (beide Odenwaldkreis) der Nachbar.

### Stadtgliederung
Zu Lindenfels gehören die Stadtteile Eulsbach, Glattbach, Kolmbach, Schlierbach, Seidenbuch, Winkel und Winterkasten. In der Gemarkung Lindenfels gelegen und damit Teile der Kernstadt sind im Norden die Siedlung Litzelröder und im Süden ein Teil des Weilers Faustenbach, dessen übriger Teil zur Gemarkung Ellenbach der Gemeinde Fürth zählt. Die beiden Anwesen auf dem Lindenfelser Anteil befinden sich bereits seit historischer Zeit im Besitz der Burg bzw. Stadt Lindenfels.

## Geschichte

### Anfänge bis 18. Jahrhundert
Im Jahr 1123 wurde Lindenfels in der Chronik des Klosters Lorsch erstmals urkundlich erwähnt. Die Burg von Lindenfels findet sich bereits als „Schlierburg“ bzw. „Slirburc“ (ein alter Name des heutigen Schlierbach) zwischen 1077 und 1088 in dieser Chronik. 1123 wurde die Burg das erste Mal als Burg Lindenfels bezeichnet. Graf Berthold der Jüngere nannte sich „Graf von Lindenfels“. Etwa in die gleiche Zeit ist die Erbauung der namentlich unbekannten Burg Altes Köpfchen zu sehen, unterhalb des Schenkenberges an dessen südlichem Ausläufer. Ob sie als Wegstelle und östliche Sicherungsburg oder kleine Gegenburg zur Burg Lindenfels gedacht war, ist bis heute ungeklärt. Im 12. und 13. Jahrhundert wechselten die Besitzer der gegenüberstehenden und erheblich größeren Burg Lindenfels mehrfach, darunter waren die Staufer und die Welfen. 1277 kaufte Pfalzgraf Ludwig II. die Burg und den zugehörigen Ort. Seitdem gehörten Burg und Ort nahezu 600 Jahre lang zur Kurpfalz und waren Sitz eines Oberamtes.
1336 verlieh Kaiser Ludwig IV. auf dem Reichstag in Frankfurt Lindenfels die Stadt- und Marktrechte. Dadurch erwuchsen Lindenfels Freiheiten und Vergünstigungen wie die Befreiung der Bürger von Frondiensten und später von Bede und Schatzungen. Angelockt durch diese Vergünstigungen ließen sich viele Handwerker in der Stadt nieder.
Die Burg Lindenfels überstand den Dreißigjährigen Krieg weitgehend unbeschadet, verlor aber schon mit dem ausgehenden 16. Jahrhundert stark an Bedeutung. 1728 zwangen leere Kassen die Pfälzer Verwaltung, den Bergfried abzureißen und das Material zu verkaufen. 1779 wurden weitere Teile der Burg abgerissen.
In den Anfängen der Reformation sympathisierten die pfälzischen Herrscher offen mit der Lehre Luthers, wenig später wendeten sie sich selbst dem reformierten Bekenntnis zu, ohne jedoch die Kurpfalz den Glauben annehmen zu lassen. Unter Ottheinrich, Kurfürst von 1556 bis 1559, erfolgte der offizielle Übergang zur lutherischen Lehre, 1564 wurde unter Friedrich III., Kurfürst von 1559 bis 1576, der Heidelberger Katechismus eingeführt und die reformierte Pfarrstelle dauerhaft eingerichtet. In der Heidelberger Heiliggeistkirche war am 3. Januar 1544 der erste protestantische Gottesdienst abgehalten worden. 1563 zerstörte ein großer Brand etliche Häuser in Lindenfels; ein Teil des Baumaterials für den Wiederaufbau wurde von der verfallenden Kapelle in Lichtenklingen herangeschafft.
Wie sehr Lindenfels unter dem Dreißigjährigen Krieg zu leiden hatte, zeigt eine Meldung der Bürgerschaft an den Kurfürsten kurz nach dem Friedensschluss von 1648, dass vor dem Krieg 50 bis 60 Bürger in Lindenfels gelebt hätten, es jetzt aber nurmehr 10 seien. Noch 1732 hatte der Ort nur 82 Einwohner. Auch von den nachfolgenden Konflikten war Lindenfels betroffen mit hohen Schäden an Gut und Vieh sowie erpressten Geldzahlungen.

### 19. Jahrhundert bis heute

Eine Motoromnibus 1911 auf der Strecke Lindenfels–Bensheim.

Während der kurpfälzischen Zeit wurde die Stadt Lindenfels zunächst zum Sitz des Amt Lindenfels und später zum Oberamt Lindenfels berufen. Jahrhunderte später ordnete man als Folge der Napoleonischen Kriege das Heilige Römische Reich (Deutscher Nation) neu, indem man den Reichsdeputationshauptschluss von 1803 umsetzte, der die Bestimmungen des Frieden zu Lunéville festhielt. Die Kurpfalz wurde damit aufgelöst und die bisherige Oberamtsstadt Lindenfels kam zur Landgrafschaft Hessen-Darmstadt. Diese hat die Bergstadt dem Fürstentum Starkenburg zugeordnet und zur hessischen Amtsvogtei erklärt. Am 14. August 1806 erhob Napoleon die Landgrafschaft Hessen-Darmstadt dann zum Großherzogtum.
Im Rahmen einer umfassenden Gebiets-, Justiz- und Verwaltungsreform löste man 1821 die Ämter im Großherzogtum auf und führte Landratsbezirke ein, wobei Lindenfels Sitz des „Landratsbezirks Lindenfels“ wurde. Elf Jahre später hat man Lindenfels dem neugegründeten Kreis Heppenheim (1832–1848) zugeordnet. Weitere Gebiets- und Verwaltungsreformen führten die Bergstadt zum Regierungsbezirk Heppenheim (1848–1852), erklärten es zum Sitz des Kreis Lindenfels (1852–1874), schlugen es 22 Jahre später dem Kreis Bensheim (1874–1938) zu, der 1938 im Kreis Bergstraße aufging und seit 1939 „Landkreis Bergstraße“ heißt.
Sehr vorteilhaft für die Entwicklung von Lindenfels, seine Hartsteinindustrie und seine Anziehungskraft als Reisedestination war die ab 1839 erbaute Staatsstraße von Worms über Bensheim durch das Lautertal nach Lindenfels und über das Gumpener Kreuz weiter bis Michelstadt. Später erhielt diese günstige Reiseroute den auf die Nibelungensage hinweisenden Namen Nibelungenstraße. Die Straße war ein entscheidender Beitrag zur attraktiven Erschließung des Vorderen Odenwaldes. Eine weitere Verbesserung der Anbindung an den Rhein-Main- und Rhein-Neckar-Raum wurde durch die Eröffnung der Main-Neckar-Bahn 1846 erreicht, die Bensheim zunächst mit Langen, Darmstadt und Heppenheim verband und wenig später bis Frankfurt und Mannheim reichte. Eine Zählung vom 3. Dezember 1858 ergab für Lindenfels 111 Häuser und 826 Einwohner, davon waren 546 Protestanten und 280 Katholiken.
Ab dem 16. September 1861 verkehrte mit dem Namen „Postexpedition mit einer Carrioalpostverbindung zwischen Fürth und Lindenfels“ die erste Postkutsche nach Lindenfels. Sie beförderte sowohl Reisende als auch Gepäck. Die großherzogliche Generalpostdirektion verfügte aber die Einstellung dieser Verbindung zum 24. März 1863. Gleichzeitig wurde die Aufnahme des Postkutschenverkehrs zwischen Lindenfels und Bensheim zum 1. April 1863 angeordnet. Anfangs gab es täglich nur eine Verbindung, morgens ab Lindenfels und abends ab Bensheim. Die Postkutschen verkehrten bis zum Beginn des 20. Jahrhunderts. Am 6. Januar 1906 nahm die erste „Motor-Omnibusgesellschaft“ auf der Strecke Lindenfels – Reichenbach – Bensheim mit täglich drei Verbindungen und einer Fahrzeit von einer Stunde ihren Betrieb auf.
1862 gab es erste Pläne für eine Bahnstrecke von Bensheim nach Lindenfels. Besonders der Landtagsabgeordnete und Papierfabrikant Wilhelm Euler und der Zigarettenfabrikant Louis Auler, beide aus Bensheim, machten sich dafür stark. Unterstützt wurde das Projekt auch von Bürgermeistern der Region und Vertretern der Steinindustrie, den Pappenfabriken in Wilmshausen und Elmshausen sowie dem Ultramarinfarbwerk in Lautern. Nach konkreten Trassenplanungen von Bensheim durch das Lautertal über den Panorama-Scheitelpunkt an der 'Schönen Aussicht' bis in die Kur- und Bergstadt Lindenfels, erfolgten 1897 Vermessungsarbeiten, die die Volkskammer genehmigt hatte. Uneinigkeit über einige Streckendetails verzögerten aber das Projekt und der Ausbruch des Ersten Weltkriegs machte den Bemühungen ein vorläufiges Ende. Eine erneute Initiative im Jahre 1925 scheiterte an der fortschreitenden Entwicklung des Kraftfahrzeugverkehrs, die den Streckenbau überflüssig machte.
Die ersten Gäste, die Lindenfels als Destination zur Erholung und Zerstreuung entdeckten, lassen sich bis in die 1830er Jahre zurückverfolgen. Besonders förderlich war dafür die Fertigstellung der Nibelungenstraße. Mitte des 19. Jahrhunderts entstanden die ersten Herbergen und Gasthöfe, später namhafte Hotels wie das 'Odenwald-Hotel', das 'Hotel Bitzebuckel', das Hotel 'Hessisches Haus' sowie die Bellevue-Hotels 'Auguste Viktoria' und 'Darmstädter Hof'. Zunächst reisten die Gäste mit ihrer Dienerschaft an und kamen meist aus den Städten Frankfurt, Heidelberg, Darmstadt und Koblenz.
Einen besonderen Beitrag zur Entwicklung leistete die „Kur- und Wasserheilanstalt“ des Sanitätsrates Nikolaus Schmitt, wo in wenigen Jahren eine Kureinrichtung mit über 120 Betten aufgebaut wurde. Im Jahre 1906 zählte Lindenfels über 400 Betten in 15 Hotels, Gasthäusern und Pensionen und es wurden über 2000 Kurgäste registriert.
Am Ende des Ersten Weltkrieges hatte Lindenfels 42 Gefallene zu beklagen. Im Zweiten Weltkrieg waren es in Lindenfels 90 gefallene oder vermisste Soldaten.
Nach dem Ende des Zweiten Weltkriegs richtete die amerikanische Militärverwaltung zur Unterbringung jüdischer Displaced Persons (DP) ein DP-Lager ein. Das Lindenfelser Camp, am 20. August 1946 eröffnet, war ein DP-Kinderlager bzw. deutschlandweit eines von über zwei Dutzend Children’s Centers. Die Kinder, zumeist jüdische Waisen aus Polen, waren in fünf Hotels untergebracht. Die Belegungszahlen schwankten zwischen 431 im September 1946 und 22 im Oktober 1948, lagen aber im Schnitt bei etwas mehr als 300 über den gesamten Zeitraum hinweg. In dem am 15. November 1948 geschlossenen Camp gab es eine Volks- und eine Berufsschule.
Wie die Einwohnerzahlen von 1939 und 1946 zeigen, nahm auch Lindenfels nach dem Krieg viele Flüchtlinge und Vertriebene aus den ehemaligen deutschen Ostgebieten auf.
Im Jahr 1961 wurde die Gemarkungsgröße mit 333 ha angegeben, davon waren 167 ha Wald.
Das Prädikat „heilklimatischer Kurort“ wurde Lindenfels erstmals im Jahr 1969 verliehen und wurde seitdem in regelmäßiger Prüfung immer wieder bestätigt. Im Odenwald ist die Bergstadt der einzige Repräsentant dieser Auszeichnung, in Hessen einer von vieren, davon einer im Taunus und zweien im Westerwald.
Während der Flüchtlingskrise in Europa ab 2015 nahm Lindenfels 130 Flüchtlinge auf, die höchste Quote im Landkreis Bergstraße.

### Historische Beschreibungen
Im Versuch einer vollständigen Geographisch-Historischen Beschreibung der Kurfürstl. Pfalz am Rheine findet 1786 sich über die Stadt Lindenfels:

„Im J. 1784 fanden sich in dem Städtlein 84 Familien, 378 Seelen; 2 Kirchen, 2 Pfarr- 1 Schul- und 54 bürgerliche Häuser, nebst 1 Mühle. Die Gemarkung enthält 148 M. Aecker, 43 M. Wiesen, 10 M. Gärten, 14 M. Weide, und 70 M. Wald.
Von den Waldbezirken gehören 40 M. der Gemeinde, 26 M. der Kurfürstlichen Hofkammer; das
sogenannte Jordanswäldchen von 2 M. den Ulnerischen Erben, und das Kemspachswäldlein von etwa 2 und ein halb Morgen dem Freiherrn von Brettlach.

Die Kirche in dem Städtlein Lindenfels war Vormals ein Filial der Pfarrei Fürth im Mainzischen. Dazu gehörten zwo Pfründen, die eine zu U. L. Fr. („Unserer Lieben Frau“), die andere zu St. Martin, welche Ruprecht I. Kurf., im J. l37l gestiftet hat, indem er 50 Pfund Häller ewiger Gülte Speirer ober Worser Währung jährlich zu jedem der beiden Altäre vermacht hat. Bei der Kirchentheilung viel jene Kirche den Reformirten zu, welche daraus eine Pfarrei gemacht, solche mit einem eigenen Prediger bestellet, und diesem auch die Filialkirche zu Schlierbach übertragen haben. Sie stehet unter der Weinheimer Inspektion. Auf der Burg befindet sich eine Kapelle des H. Michaels, deren sich die Katholischen anfänglich bedienet haben. Sie erbaueten aber im J. 1728 auch eine eigene Kirche, und machten solche zu einer Pfarrei des ganzen Thal- und Neuen Zent. Der Pfarrer gehöret unter das Landkapitel von Weinheim; wohin die Lutherischen sowohl in der Stadt, als in den meisten Orten des Oberamts eingepfarret sind.

Am großen Zehnten beziehet die Kurfürstliche Hofkammer zwei Drittel, und die geistliche Verwaltung Namens des Stiftes zum heiligen Geist in Heidelberg das übrige.

An Freigütern besizet besagte Hofkammer das sogenannte Schloßgut von 71 Morgen. Sodann sind der Freiherr von Belderbusch und der Freiherr von Brettlach mit einer geringen Anzahl Morgen Landes dahier begütert. Vormals waren drei Höfe in der Gemarkung, wovon einer den Junkern Knebel, der andere den Ulnern, und der dritte den von Rodenstein zuständig gewesen.

Das Stadtgericht, mit einem Stadtschultheisen und vier Rathsverwandten bestellet, führet in seinem Siegel das Pfalzbaierische quadrirte Wappen mit einem darauf stehenden Lindenbaum.“

Die Statistisch-topographisch-historische Beschreibung des Großherzogthums Hessen berichtet 1829 über Lindenfels:

„Lindenfels (L. Bez. gl. N.) Stadt; liegt 6 St. südöstlich von Darmstadt auf dem westlichen Abhange eines Bergs, auf welchem sich die Ruinen der Burg Lindenfels befinden. Die Stadt hat 99 Häuser und 880 Einw., unter welchen sich 61 Lutheraner, 365 Katholiken, 453 Reformirte und 1 Jude befinden, und ist der Sitz des Landraths und des Rentamts. Man findet hier 1 reform. und 1 kath. Kirche, von welchen die erstere neu und den 4. Sept. 1825 eingeweiht worden ist. Hier werden jährlich 5 Märkte gehalten. – Die Gegend kam unter den fränkischen Königen an das Kloster Lorsch welches sie wieder zu Lehen gab. Zuerst kommt 1123 ein Graf Berthold von Lindenfels als Lorscher Vogt vor, nach dessen kinderlosen Absterben kam Lindenfels an die Nachkommen seiner ältesten Schwester und durch diese an den Pfalzgrafen Conrad von Hohenstaufen, Kaisers Friedrich I. Bruder. Mit dieses Pfalzgrafen einziger Tochter, Agnes, erheurathete es der Herzog Heinrich von Sachsen der es um 1211 bewohnte. Durch dessen Tochter Irmgard kam das Schloß durch Heurath an Herrmann Markgrafen von Baden dessen 3 Söhne es 1277 um 2300 Mark löthigen Silbers an den Pfalzgrafen Ludwig II. verkauften. Dieser Kauf veranlaßte große Streitigkeiten zwischen Mainz und der Pfalz, indem Mainz indessen das Kloster Lorsch bekommen, und wegen des Lehens noch Ansprüche an Lindenfels machte. Diese Streitigkeit wurde aber 1308 gütlich beigelegt. Im Jahr 1314 verpfändete Pfalzgraf Ludwig aus Baiern Lindenfels an Erzbischof Peter von Mainz. Endlich wurde 1329 den Pfalzgrafen durch den Vertrag von Pavia die Burg auf ewige Zeiten eingeräumt. Der Stadt Lindenfels wird zuerst im 14. Jahrhundert erwähnt. König Ludwig ertheilte ihr 1336 städtische Freiheit, einen Wochenmarkt und 2 Jahrmärkte, welche letztere in der Folge, noch um zwei vermehrt wurden. Die Burg, welche nie zerstört worden ist, war 1784 noch in bewohnbaren Stande, verfiel aber nach und nach. Die Kirche, ehemals ein Filial von Fürth, wurde 1564 zur Pfarrkirche erhoben und fiel bei der Trennung 1705, den Reformirten zu. Auf der Burg befand sich eine Kapelle, welcher sich die Katholiken anfänglich bedienten, bis sie sich 1728 eine neue Kirche erbauten. Die Stadt, die einem pfälzischen Oberamt den Namen gab, so wie die Burg, von welcher man eine wunderschöne Aussicht in das Weschnitzthal hat, kam 1802 von Churpfalz an Hessen.“

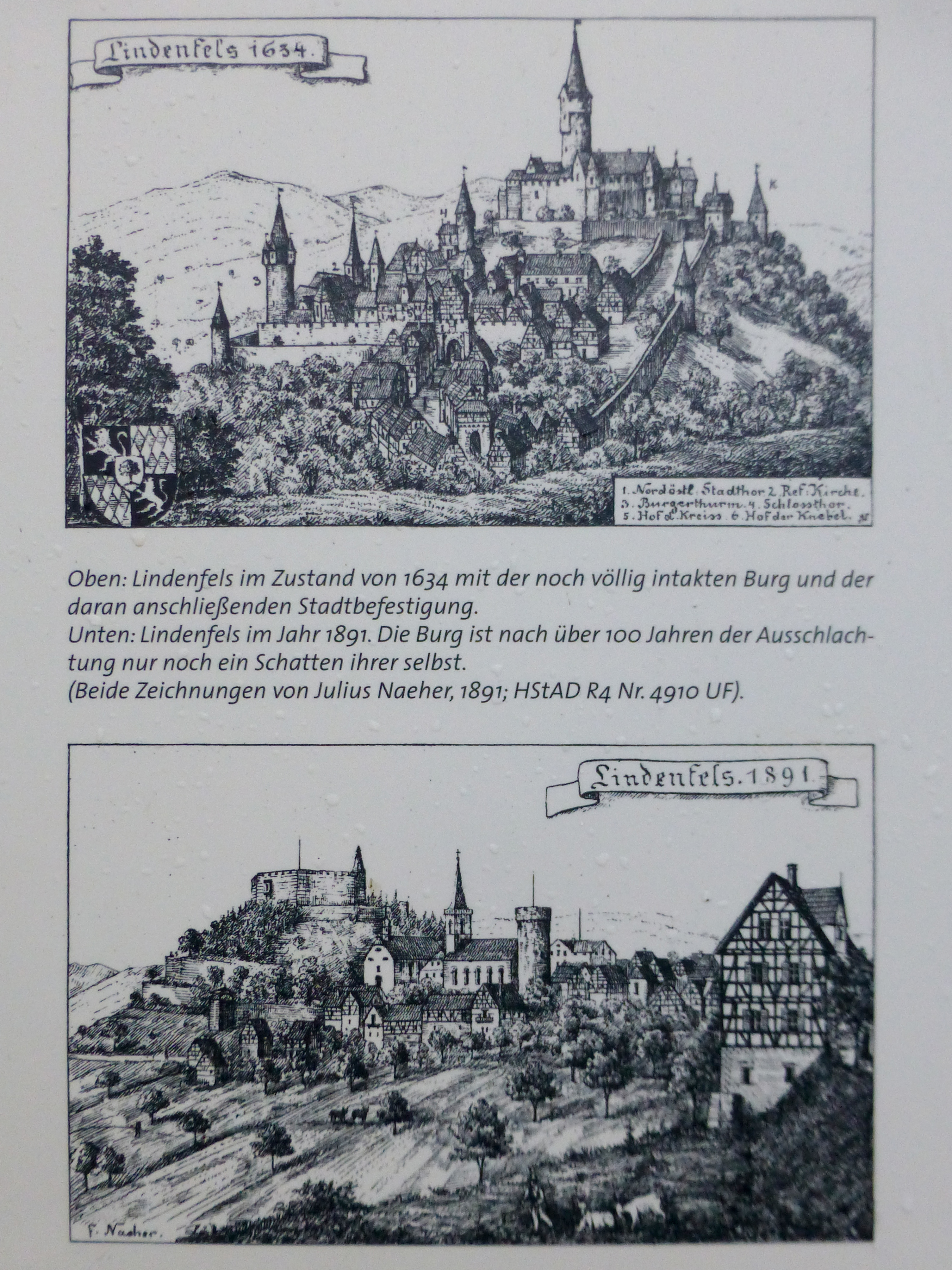
Ansichten Lindenfels um 1634 und 1891
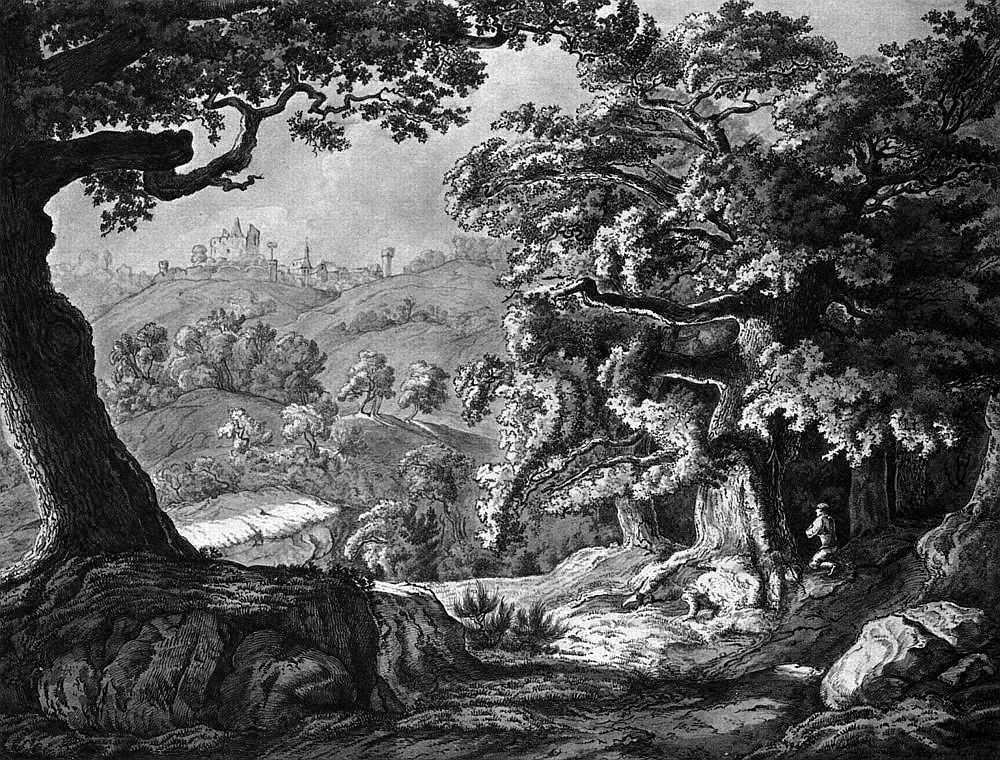
Ansicht Lindenfels um 1812
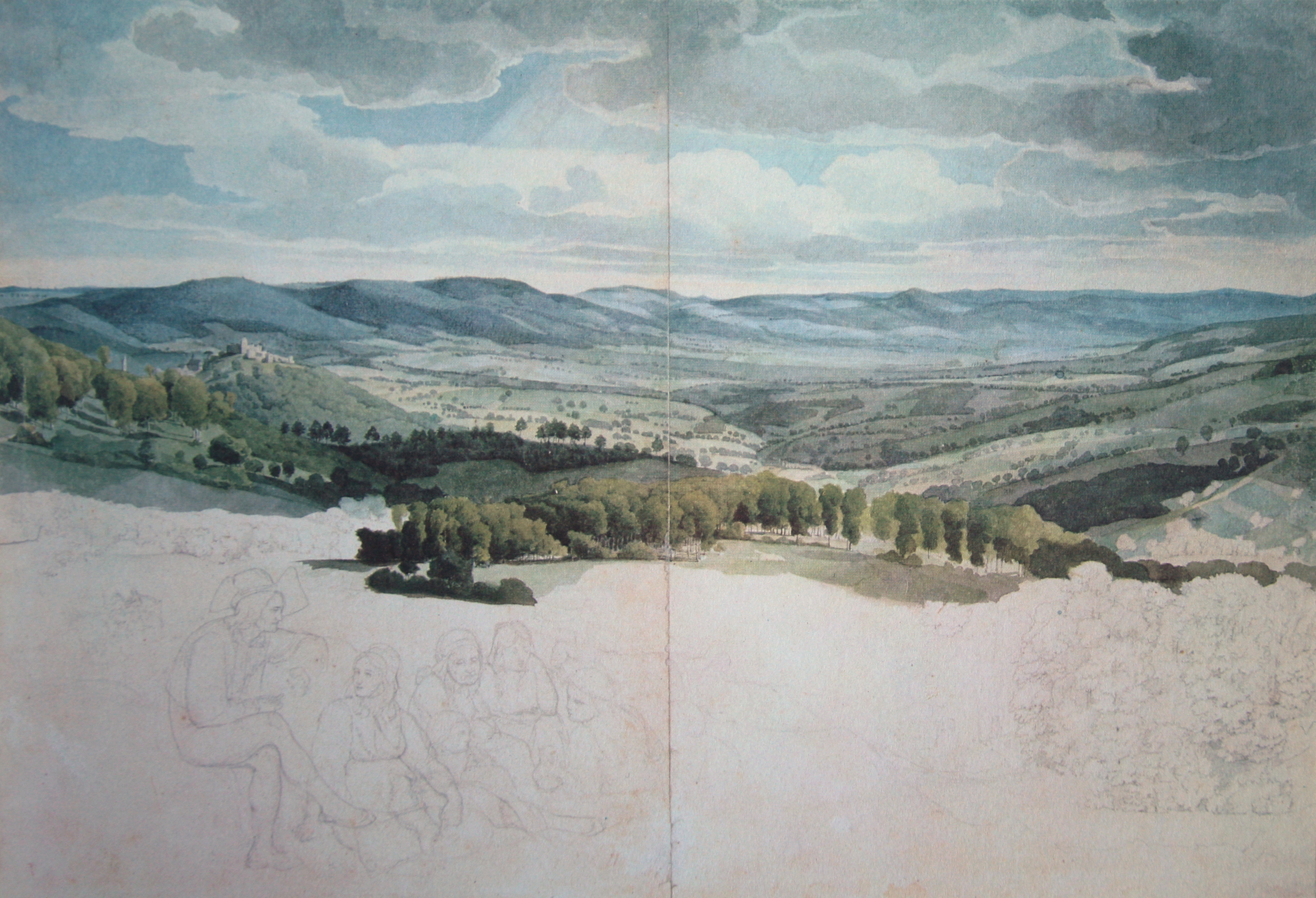
Lindenfelser Tal, 1829
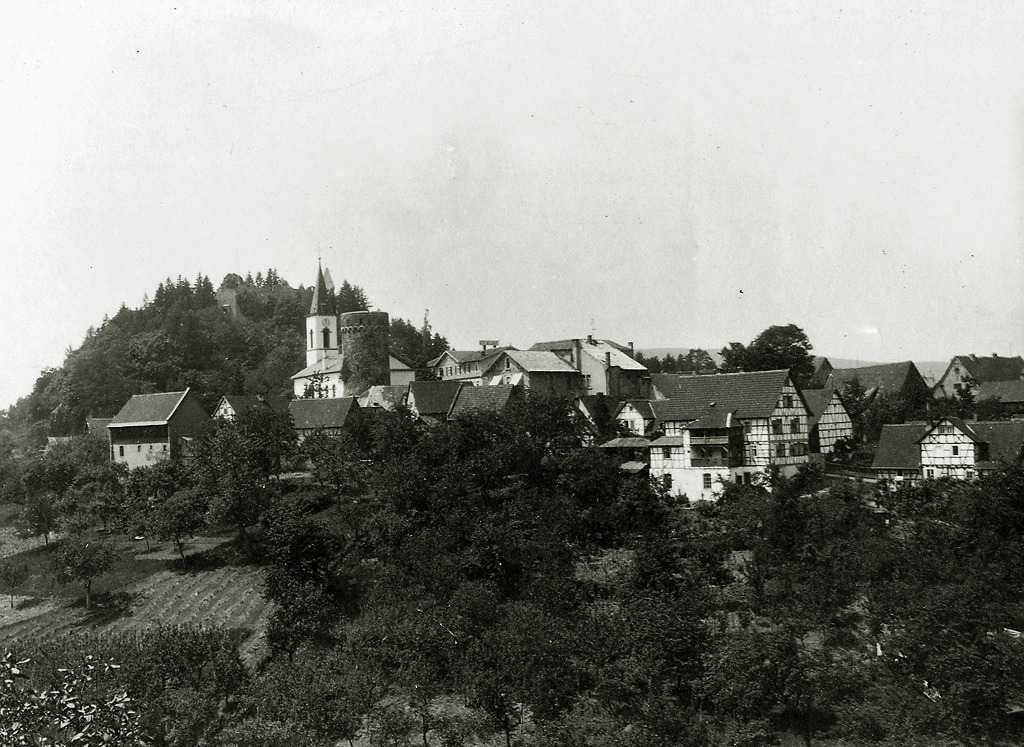
Ansicht Lindenfels 1908
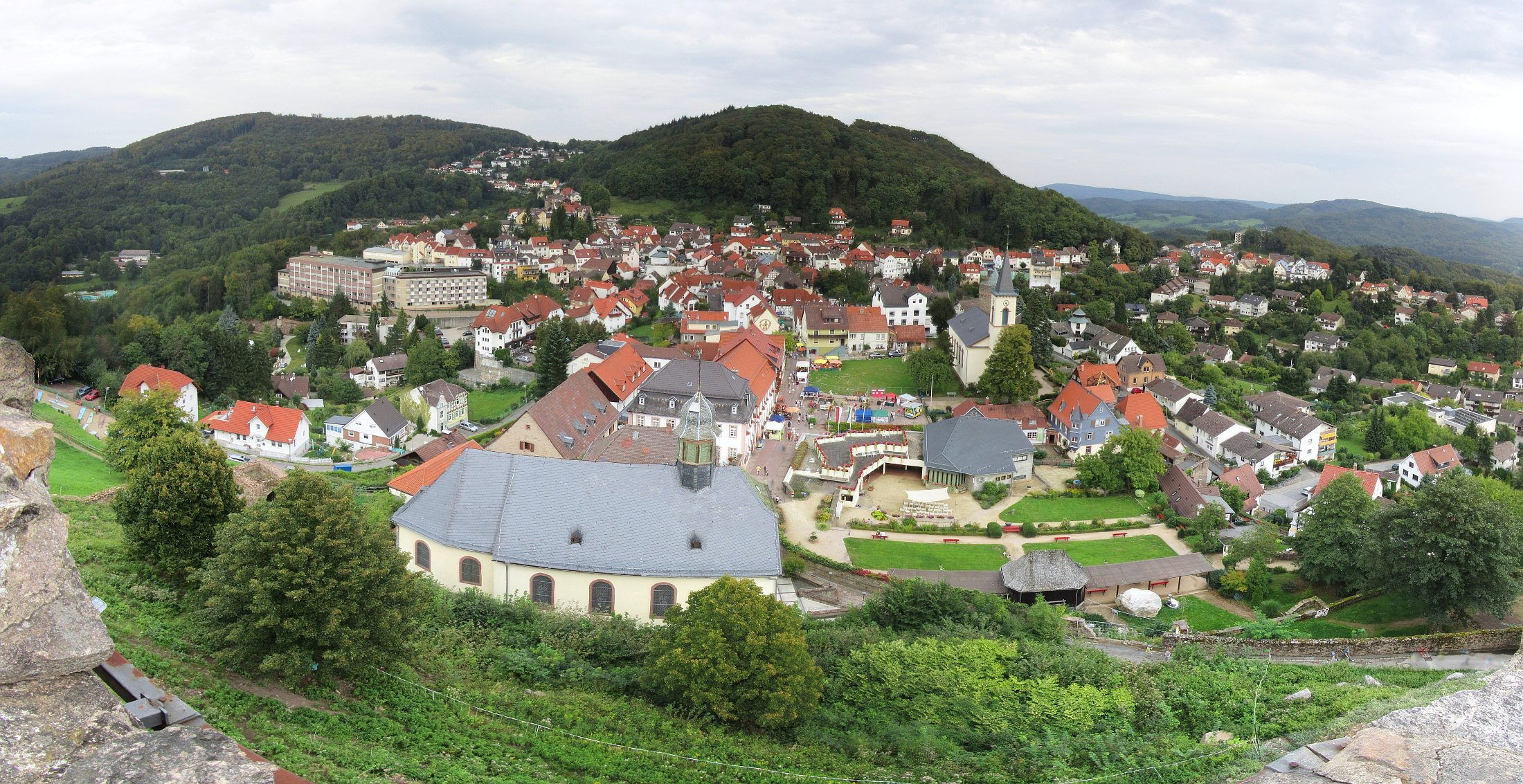
Ansicht Lindenfels 2011

### Verwaltung und Gerichte
In kurpfälzischer Zeit (1277–1803) war Lindenfels Amtsstadt und später Oberamtsstadt. Als Lindenfels 1803 zu Hessen kam, wurde das Oberamt vorerst als hessische Amtsvogtei weitergeführt. Es gehörte ab 1803 zum Fürstentum Starkenburg in der Landgrafschaft Hessen-Darmstadt und ab 1806 zum Großherzogtum Hessen, in dem die Landgrafschaft Hessen-Darmstadt aufging. Als „Fürstentum Starkenburg“ wurde das Gebiet bezeichnet, das aus den südlich des Mains gelegenen alten hessischen und den ab 1803 hinzugekommenen rechtsrheinischen Territorien bestand. 1816 wurden im Großherzogtum Provinzen gebildet und das bisher als Fürstentum Starkenburg bezeichnete Gebiet wurde in Provinz Starkenburg umbenannt.
Danach wechselten die zuständigen Verwaltungseinheiten mehrfach infolge von Verwaltungsreformen. 1821 wurden im Rahmen einer umfassenden Verwaltungsreform die Amtsvogteien in den Provinzen Starkenburg und Oberhessen des Großherzogtums Hessen aufgelöst und Landratsbezirke eingeführt. Der Stadt Lindenfels wurde in diesem Zuge ein eigener Landratsbezirk zugesprochen. Im Rahmen dieser Reform wurden auch Landgerichte geschaffen, die jetzt unabhängig von der Verwaltung waren. Die Landgerichtsbezirke entsprachen in ihrem Umfang den Landratsbezirken. Für den Landratsbezirk Lindenfels war das Landgericht Fürth als Gericht erster Instanz zuständig.
1832 wurden die Gebietseinheiten weiter vergrößert und Kreise geschaffen. Nach der am 20. August 1832 bekanntgegebenen Neugliederung sollte es in Süd-Starkenburg künftig nur noch zwei Kreise geben: Bensheim und Lindenfels. Der Landratsbezirk von Heppenheim sollte in den Kreis Bensheim fallen. Noch vor dem Inkrafttreten der Verordnung zum 15. Oktober 1832 wurde diese aber dahingehend revidiert, dass statt des Kreises Lindenfels der Kreis Heppenheim als zweiter Kreis gebildet wurde, zu dem dann Lindenfels gehörte.
Am 31. Juli 1848 wurden in den Provinzen die Kreise und die Landratsbezirke abgeschafft und durch Regierungsbezirke ersetzt. Die bisherigen Kreise Bensheim und Heppenheim wurden dabei zum Regierungsbezirk Heppenheim vereinigt. Bereits vier Jahre später, im Laufe der Reaktionsära, kehrte man aber zur Einteilung in Kreise zurück und Lindenfels wurde Sitz des neu geschaffenen Kreises Lindenfels.
Die im Dezember 1852 aufgenommenen Bevölkerungs- und Katasterlisten ergaben für Lindenfels: Stadt Lindenfels mit 985 Einwohnern. Die Gemarkung bestand aus 1350 Morgen, davon 461 Morgen Ackerland, 157 Morgen Wiesen und 685 Morgen Wald.
In den Statistiken des Großherzogtums Hessen wurden, bezogen auf Dezember 1867, für Lindenfels mit eigener Bürgermeisterei 118 Häuser, 863 Einwohner, der Kreis Lindenfels, das Landgericht Fürth, die evangelische Pfarrei Lindenfels des Dekanats Lindenfels und die katholische Pfarrei Lindenfels des Dekanats Heppenheim angegeben. Durch die Bürgermeisterei wurde außerdem der Hof Faustenbach (2 Häuser, 16 Einwohner) verwaltet.
1874 wurde eine Anzahl von Verwaltungsreformen beschlossen. So wurden die landesständige Geschäftsordnung sowie die Verwaltung der Kreise und Provinzen durch Kreis- und Provinzialtage geregelt. Die Neuregelung trat am 12. Juli 1874 in Kraft und verfügte auch die Auflösung der Kreise Lindenfels und Wimpfen und die Eingliederung von Lindenfels in den Kreis Bensheim.
Die Provinzen Starkenburg, Rheinhessen und Oberhessen wurden 1937 nach der 1936 erfolgten Auflösung der Provinzial- und Kreistage aufgehoben. Zum 1. November 1938 trat eine umfassende Gebietsreform auf Kreisebene in Kraft. Der Kreis Bensheim wurde aufgelöst und zum größten Teil dem Kreis Heppenheim zugeschlagen. Der Kreis Heppenheim übernahm auch die Rechtsnachfolge des Kreises Bensheim und erhielt den neuen Namen Landkreis Bergstraße.
Im Jahr 1961 wurde die Gemarkungsgröße mit 333 ha angegeben, davon waren 167 ha Wald.
Die Gerichtsbarkeit lag in Lindenfels seit der Stadtrechtsverleihung 1336 weitgehend beim Rat der Stadt. Es gab aber für bestimmte Fälle noch das Appellationsgericht in Heidelberg. In der Landgrafschaft Hessen-Darmstadt wurde mit Ausführungsverordnung vom 9. Dezember 1803 das Gerichtswesen neu organisiert. Für das Fürstentum Starkenburg (ab 1815 Provinz Starkenburg) wurde das „Hofgericht Darmstadt“ eingerichtet. Es war für normale bürgerliche Streitsachen Gericht der zweiten Instanz, für standesherrliche Familienrechtssachen und Kriminalfälle die erste Instanz. Übergeordnet war das Oberappellationsgericht Darmstadt. Die Rechtsprechung der ersten Instanz wurde durch die Ämter bzw. Standesherren vorgenommen. Mit Bildung der Landgerichte im Großherzogtum Hessen wird das Landgericht Fürth für Lindenfels das Gericht erster Instanz.
Anlässlich der Einführung des Gerichtsverfassungsgesetzes mit Wirkung vom 1. Oktober 1879, mit dem die bisherigen großherzoglich hessischen Landgerichte durch Amtsgerichte an gleicher Stelle ersetzt wurden, während die neu geschaffenen Landgerichte nun als Obergerichte fungierten, kam es zur Umbenennung in Amtsgericht Fürth und Zuteilung zum Bezirk des Landgerichts Darmstadt.
Verwaltungsgeschichte im Überblick
Die folgende Liste zeigt die Staaten und Verwaltungseinheiten, denen Lindenfels angehört(e):
- vor 1737: Heiliges Römisches Reich, Pfalzgrafschaft bei Rhein, Oberamt Heidelberg, Amt Lindenfels
- ab 1737: Heiliges Römisches Reich, Pfalzgrafschaft bei Rhein, Oberamt Lindenfels
- ab 1777: Heiliges Römisches Reich, Kurfürstentum Pfalzbayern, Pfalzgrafschaft bei Rhein, Oberamt Lindenfels
- ab 1803: Heiliges Römisches Reich, Landgrafschaft Hessen-Darmstadt,[Anm. 2] Fürstentum Starkenburg, Amt Lindenfels
- ab 1806: Großherzogtum Hessen,[Anm. 3] Fürstentum Starkenburg, Amt Lindenfels[28]
- ab 1812: Großherzogtum Hessen, Fürstentum Starkenburg, Amt Fürth
- ab 1815: Großherzogtum Hessen[Anm. 4], Provinz Starkenburg, Amt Fürth
- ab 1821: Großherzogtum Hessen, Provinz Starkenburg, Landratsbezirk Lindenfels[Anm. 5]
- ab 1832: Großherzogtum Hessen, Provinz Starkenburg, Kreis Heppenheim
- ab 1848: Großherzogtum Hessen, Regierungsbezirk Heppenheim
- ab 1852: Großherzogtum Hessen, Provinz Starkenburg, Kreis Lindenfels
- ab 1871: Deutsches Reich,[Anm. 6] Großherzogtum Hessen, Provinz Starkenburg, Kreis Lindenfels
- ab 1874: Deutsches Reich, Großherzogtum Hessen, Provinz Starkenburg, Kreis Bensheim
- ab 1918: Deutsches Reich, Volksstaat Hessen,[Anm. 7] Provinz Starkenburg, Kreis Bensheim
- ab 1938: Deutsches Reich,[Anm. 8] Volksstaat Hessen, Landkreis Bergstraße[29][Anm. 9]
- ab 1945: Amerikanische Besatzungszone,[Anm. 10] Groß-Hessen, Regierungsbezirk Darmstadt, Landkreis Bergstraße
- ab 1946: Amerikanische Besatzungszone, Hessen, Regierungsbezirk Darmstadt, Landkreis Bergstraße
- ab 1949: Bundesrepublik Deutschland, Hessen, Regierungsbezirk Darmstadt, Landkreis Bergstraße

### Eingemeindungen 1970/72
Im Zuge der Gebietsreform in Hessen wurden die bis dahin selbständigen Gemeinden Eulsbach, Glattbach, Schlierbach, Winkel (am 31. Dezember 1970), Winterkasten und der Ortsteil Kolmbach der Gemeinde Gadernheim (am 31. Dezember 1971) auf freiwilliger Basis, sowie Seidenbuch (am 1. August 1972) kraft Landesgesetz in die Stadt Lindenfels eingegliedert. Für die sieben früheren Gemeinden wurden Ortsbezirke mit Ortsbeirat und Ortsvorsteher nach der Hessischen Gemeindeordnung errichtet.

## Bevölkerung

### Einwohnerstruktur 2011
Nach den Erhebungen des Zensus 2011 lebten am Stichtag, dem 9. Mai 2011, in Lindenfels 5044 Einwohner. Darunter waren 247 (4,9 %) Ausländer, von denen 126 aus dem EU-Ausland, 91 aus anderen europäischen Ländern und 30 aus anderen Staaten kamen. (Bis zum Jahr 2020 erhöhte sich die Ausländerquote auf 10,4 %.) Nach dem Lebensalter waren 752 Einwohner unter 18 Jahren, 1999 zwischen 18 und 49, 1061 zwischen 50 und 64 und 1229 Einwohner waren älter. Die Einwohner lebten in 2285 Haushalten. Davon waren 759 Singlehaushalte, 661 Paare ohne Kinder und 619 Paare mit Kindern, sowie 189 Alleinerziehende und 57 Wohngemeinschaften. In 499 Haushalten lebten ausschließlich Senioren und in 1461 Haushaltungen lebten keine Senioren.

### Einwohnerentwicklung
| • 1784: | 378 Seelen; 84 Familien; zwei Kirchen, zwei Pfarr- ein Schul- und 54 bürgerliche Häuser, nebst einer Mühle |
| • 1806: | 556 Einwohner, 78 Häuser                                                                                   |
| • 1829: | 880 Einwohner, 99 Häuser                                                                                   |
| • 1867: | 879 Einwohner, 120 Häuser                                                                                  |

| Lindenfels: Einwohnerzahlen von 1784 bis 2020 | Lindenfels: Einwohnerzahlen von 1784 bis 2020 | Lindenfels: Einwohnerzahlen von 1784 bis 2020 | Lindenfels: Einwohnerzahlen von 1784 bis 2020 | Lindenfels: Einwohnerzahlen von 1784 bis 2020 |
| --- | --------------------------------------------- | --------------------------------------------- | --------------------------------------------- | --------------------------------------------- |
| Jahr |                                               |                                               |                                               | Einwohner                                     |
| 1784 | 1784                                          |                                               | 378                                           | 378                                           |
| 1806 | 1806                                          |                                               | 556                                           | 556                                           |
| 1829 | 1829                                          |                                               | 880                                           | 880                                           |
| 1834 | 1834                                          |                                               | 899                                           | 899                                           |
| 1840 | 1840                                          |                                               | 948                                           | 948                                           |
| 1846 | 1846                                          |                                               | 917                                           | 917                                           |
| 1852 | 1852                                          |                                               | 985                                           | 985                                           |
| 1858 | 1858                                          |                                               | 826                                           | 826                                           |
| 1864 | 1864                                          |                                               | 855                                           | 855                                           |
| 1871 | 1871                                          |                                               | 906                                           | 906                                           |
| 1875 | 1875                                          |                                               | 935                                           | 935                                           |
| 1885 | 1885                                          |                                               | 1.011                                         | 1.011                                         |
| 1895 | 1895                                          |                                               | 1.276                                         | 1.276                                         |
| 1905 | 1905                                          |                                               | 1.600                                         | 1.600                                         |
| 1910 | 1910                                          |                                               | 1.519                                         | 1.519                                         |
| 1925 | 1925                                          |                                               | 1.428                                         | 1.428                                         |
| 1939 | 1939                                          |                                               | 1.382                                         | 1.382                                         |
| 1946 | 1946                                          |                                               | 2.001                                         | 2.001                                         |
| 1950 | 1950                                          |                                               | 2.051                                         | 2.051                                         |
| 1956 | 1956                                          |                                               | 1.968                                         | 1.968                                         |
| 1961 | 1961                                          |                                               | 1.947                                         | 1.947                                         |
| 1967 | 1967                                          |                                               | 2.108                                         | 2.108                                         |
| 1970 | 1970                                          |                                               | 2.853                                         | 2.853                                         |
| 1972 | 1972                                          |                                               | 4.581                                         | 4.581                                         |
| 1975 | 1975                                          |                                               | 4.680                                         | 4.680                                         |
| 1980 | 1980                                          |                                               | 4.772                                         | 4.772                                         |
| 1985 | 1985                                          |                                               | 4.972                                         | 4.972                                         |
| 1990 | 1990                                          |                                               | 5.311                                         | 5.311                                         |
| 1995 | 1995                                          |                                               | 5.342                                         | 5.342                                         |
| 2000 | 2000                                          |                                               | 5.251                                         | 5.251                                         |
| 2005 | 2005                                          |                                               | 5.313                                         | 5.313                                         |
| 2010 | 2010                                          |                                               | 5.001                                         | 5.001                                         |
| 2011 | 2011                                          |                                               | 5.044                                         | 5.044                                         |
| 2015 | 2015                                          |                                               | 5.086                                         | 5.086                                         |
| 2020 | 2020                                          |                                               | 5.084                                         | 5.084                                         |
| Datenquelle: Historisches Gemeindeverzeichnis für Hessen: Die Bevölkerung der Gemeinden 1834 bis 1967. Wiesbaden: Hessisches Statistisches Landesamt, 1968. Weitere Quellen: LAGIS; 1972:; Hessisches Statistisches Informationssystem; Zensus 2011 Ab 1970 einschließlich der im Zuge der Gebietsreform in Hessen eingegliederten Orte. |                                               |                                               |                                               |                                               |

### Historische Religionszugehörigkeit
| • 1829: | 61 lutheranische (= 6,93 %), 453 reformierte (= 51,48 %), ein jüdischer (= 0,11 %) und 365 katholische (= 41,48 %) Einwohner |
| • 1961: | 1266 evangelische (= 65,02 %), 626 katholische (= 32,15 %) Einwohner                                                         |
| • 1987: | 3161 evangelische (= 64,3 %), 1205 katholische (= 24,6 %), 547 sonstige (= 11,1 %) Einwohner                                 |
| • 2011: | 2647 evangelische (= 52,5 %), 1102 katholische (= 21,8 %), 1295 sonstige (= 25,7 %) Einwohner                                |

### Erwerbstätigkeit
Die Gemeinde im Vergleich mit Landkreis, Regierungsbezirk Darmstadt und Hessen:
|                                                   | Jahr | Gemeinde | Landkreis | Regierungsbezirk | Hessen    |
| ------------------------------------------------- | ---- | -------- | --------- | ---------------- | --------- |
| Sozialversicherungspflichtig Beschäftigte         | 2017 | 741      | 72.939    | 1.695.567        | 2.524.156 |
| Veränderung zu                                    | 2000 | −37,4 %  | +17,1 %   | +16,1 %          | +16,0 %   |
| davon Vollzeit                                    | 2017 | 59,8 %   | 70,8 %    | 72,8 %           | 71,8 %    |
| davon Teilzeit                                    | 2017 | 40,2 %   | 29,2 %    | 27,2 %           | 28,2 %    |
| Ausschließlich geringfügig entlohnte Beschäftigte | 2017 | 288      | 15.613    | 224.267          | 372.991   |
| Veränderung zu                                    | 2000 | −12,7 %  | −4,3 %    | +9,0 %           | +8,8 %    |

| Branche                         | Jahr | Gemeinde | Landkreis | Regierungsbezirk | Hessen |
| ------------------------------- | ---- | -------- | --------- | ---------------- | ------ |
| Produzierendes Gewerbe          | 2000 | 26,6 %   | 39,6 %    | 27,0 %           | 30,6 % |
|                                 | 2017 | *) %     | 32,1 %    | 20,4 %           | 24,3 % |
| Handel, Gastgewerbe und Verkehr | 2000 | 13,4 %   | 25,1 %    | 26,4 %           | 25,1 % |
|                                 | 2017 | 15,1 %   | 25,8 %    | 24,7 %           | 23,8 % |
| Unternehmensdienstleistungen    | 2000 | 04,4 %   | 11,6 %    | 25,1 %           | 20,2 % |
|                                 | 2017 | 8,2 %    | 15,5 %    | 31,6 %           | 26,1 % |
| Sonstige Dienstleistungen       | 2000 | 54,5 %   | 22,0 %    | 20,1 %           | 22,5 % |
|                                 | 2017 | 53,4 %   | 25,3 %    | 23,0 %           | 25,4 % |
| Sonstiges (bzw. ohne Zuordnung) | 2000 | 01,1 %   | 01,7 %    | 01,4 %           | 01,5 % |
|                                 | 2017 | 23,1 %   | 01,1 %    | 00,3 %           | 00,4 % |

*) anonymisiert

## Politik

### Stadtverordnetenversammlung
Die Kommunalwahl am 14. März 2021 lieferte folgendes Ergebnis, in Vergleich gesetzt zu früheren Kommunalwahlen:
| Sitzverteilung in der Stadtverordnetenversammlung 2021Insgesamt 31 Sitze - SPD: 10 - Grüne: 4 - FDP: 2 - LWG: 9 - CDU: 6 | Parteien und Wählergemeinschaften | Parteien und Wählergemeinschaften                                           | % 2021 | Sitze 2021 | % 2016 | Sitze 2016 | % 2011 | Sitze 2011 | % 2006 | Sitze 2006 | % 2001 | Sitze 2001 |
| Sitzverteilung in der Stadtverordnetenversammlung 2021Insgesamt 31 Sitze - SPD: 10 - Grüne: 4 - FDP: 2 - LWG: 9 - CDU: 6 | LWG/CDU                           | Lindenfelser Wählergemeinschaft/Christlich Demokratische Union Deutschlands | –      | –          | 37,2   | 11         | 42,4   | 13         | 46,9   | 14         | 49,3   | 15         |
| Sitzverteilung in der Stadtverordnetenversammlung 2021Insgesamt 31 Sitze - SPD: 10 - Grüne: 4 - FDP: 2 - LWG: 9 - CDU: 6 | LWG                               | Lindenfelser Wählergemeinschaft                                             | 27,9   | 9          | –      | –          | –      | –          | –      | –          | –      | –          |
| Sitzverteilung in der Stadtverordnetenversammlung 2021Insgesamt 31 Sitze - SPD: 10 - Grüne: 4 - FDP: 2 - LWG: 9 - CDU: 6 | CDU                               | Christlich Demokratische Union Deutschlands                                 | 19,1   | 6          | –      | –          | –      | –          | –      | –          | –      | –          |
| Sitzverteilung in der Stadtverordnetenversammlung 2021Insgesamt 31 Sitze - SPD: 10 - Grüne: 4 - FDP: 2 - LWG: 9 - CDU: 6 | SPD                               | Sozialdemokratische Partei Deutschlands                                     | 32,3   | 10         | 47,2   | 15         | 36,6   | 12         | 38,3   | 12         | 37,3   | 12         |
| Sitzverteilung in der Stadtverordnetenversammlung 2021Insgesamt 31 Sitze - SPD: 10 - Grüne: 4 - FDP: 2 - LWG: 9 - CDU: 6 | GRÜNE                             | Bündnis 90/Die Grünen                                                       | 13,9   | 4          | 10,0   | 3          | 17,2   | 5          | 8,7    | 3          | 8,1    | 2          |
| Sitzverteilung in der Stadtverordnetenversammlung 2021Insgesamt 31 Sitze - SPD: 10 - Grüne: 4 - FDP: 2 - LWG: 9 - CDU: 6 | FDP                               | Freie Demokratische Partei                                                  | 6,7    | 2          | 5,5    | 2          | 3,7    | 1          | 6,2    | 2          | 5,3    | 2          |
| Sitzverteilung in der Stadtverordnetenversammlung 2021Insgesamt 31 Sitze - SPD: 10 - Grüne: 4 - FDP: 2 - LWG: 9 - CDU: 6 | Gesamt                            | Gesamt                                                                      | 100    | 31         | 100    | 31         | 100    | 31         | 100    | 31         | 100    | 31         |
| Sitzverteilung in der Stadtverordnetenversammlung 2021Insgesamt 31 Sitze - SPD: 10 - Grüne: 4 - FDP: 2 - LWG: 9 - CDU: 6 | Wahlbeteiligung in %              | Wahlbeteiligung in %                                                        | 55,9   | 55,9       | 53,0   | 53,0       | 53,0   | 53,0       | 52,1   | 52,1       | 68,6   | 68,6       |

### Bürgermeister
Nach der hessischen Kommunalverfassung wird der Bürgermeister für eine sechsjährige Amtszeit gewählt, seit dem Jahr 1993 in einer Direktwahl, und ist Vorsitzender des Magistrats, dem in der Stadt Lindenfels neben dem Bürgermeister ehrenamtlich ein Erster Stadtrat und sechs weitere Stadträte angehören. Bürgermeister ist seit dem 15. April 2025 der parteiunabhängig angetretene Maximilian Klöss, der zuvor als Erster Stadtrat dem Magistrat angehörte. Er wurde als Nachfolger von Michael Helbig (SPD), der nach zwei Amtszeiten nicht wieder kandidiert hatte, am 27. Oktober 2024 im ersten Wahlgang bei 61,0 Prozent Wahlbeteiligung mit 78,4 Prozent der Stimmen gewählt.
Amtszeiten der Bürgermeister
- 2025–2031 Maximilian Klöss[49]
- 2013–2025 Michael Helbig[50]
- 2001–2012 Oliver Hoeppner (LWG/CDU) (Amtsantritt 1. September 2001, ausgeschieden 31. Dezember 2012 in den vorzeitigen Ruhestand; Erster Stadtrat Otto Schneider (SPD) leitete seit Frühjahr 2012 die Stadtverwaltung 14 Monate lang kommissarisch als Krankheits- und Vakanzvertreter.)[53]
- 1983–2001 Peter C. Woitge (CDU)[54]
- 1966–1983 Adam Pfeifer (LWG)[55]

### Ortsbezirke
Folgende Ortsbezirke mit Ortsbeirat und Ortsvorsteher nach der Hessischen Gemeindeordnung gibt es im Gemeindegebiet:
- Ortsbezirk Eulsbach (Gebiete der ehemaligen Gemeinde Eulsbach). Der Ortsbeirat besteht aus fünf Mitgliedern.
- Ortsbezirk Glattbach (Gebiete der ehemaligen Gemeinde Glattbach). Der Ortsbeirat besteht aus fünf Mitgliedern.
- Ortsbezirk Kolmbach (Gebiete der ehemaligen Gemeinde Kolmbach). Der Ortsbeirat besteht aus sieben Mitgliedern.
- Ortsbezirk Schlierbach (Gebiete der ehemaligen Gemeinde Schlierbach). Der Ortsbeirat besteht aus sieben Mitgliedern.
- Ortsbezirk Seidenbuch (Gebiete der ehemaligen Gemeinde Seidenbuch). Der Ortsbeirat besteht aus sieben Mitgliedern.
- Ortsbezirk Winkel (Gebiete der ehemaligen Gemeinde Winkel). Der Ortsbeirat besteht aus fünf Mitgliedern.
- Ortsbezirk Winterkasten (Gebiete der ehemaligen Gemeinde Winterkasten). Der Ortsbeirat besteht aus neun Mitgliedern.

### Wappen
| Wappen von Lindenfels | Blasonierung: „In Silber auf dreiteiligem grünen Felsen eine grüne Linde, deren Stamm mit einem schwarzen Schild überdeckt ist, darin ein rot gekrönter, rot bewehrter goldener Löwe.“                        |
| Wappen von Lindenfels | Wappenbegründung: Es wurde 1925 verliehen und geht zurück auf das historische Stadtsiegel. Das Wappen symbolisiert redend den Ortsnamen. Der Pfälzer Löwe erinnert an die frühere Zugehörigkeit zur Kurpfalz. |

### Städtepartnerschaften
Lindenfels unterhält seit 1968 eine Städtepartnerschaft mit Moëlan-sur-Mer in Frankreich und seit 1998 mit Pawłowiczki in Polen.

## Kultur und Sehenswürdigkeiten

### Museen

#### Lindenfelser Museum
Die Museumsbestände umfassen die Sachgruppen Stadtgeschichte, Landwirtschaft, Volkskunde und Handwerk. Zu den Lindenfelser Brauchtumstagen alljährlich am ersten Oktober-Wochenende werden Teile der Museums-Werkstätten in Betrieb genommen, ebenso die Außenanlagen Backofen und Apfelkelterei. Ort: Burgstraße 41 (in der Zehntscheuer am Kurgarten).

#### Drachenmuseum Lindenfels
Dargestellt wird, wie der Mythos vom Drachen vor Tausenden von Jahren entstanden ist und wie er sich weltweit verbreitet hat. Mit zum Museum gehört eine Ausstellung von Drachenbildern im benachbarten Bürgerturm, von dessen Turmplattform man einen Ausblick über Lindenfels und die Umgebung hat. Ort: Haus Baureneck, In der Stadt 2.

### Bauwerke
- Inmitten der Stadt steht die Burgruine Lindenfels, ein beliebtes Ausflugsziel. Von dort aus hat man einen weiten Blick über das Weschnitztal. Die Burg ist Austragungsort zahlreicher Veranstaltungen (Mittelalterliches Spektakulum im Mai, Burg- und Trachtenfest im August, Klassik Open Air im August, Open Air im Juli).

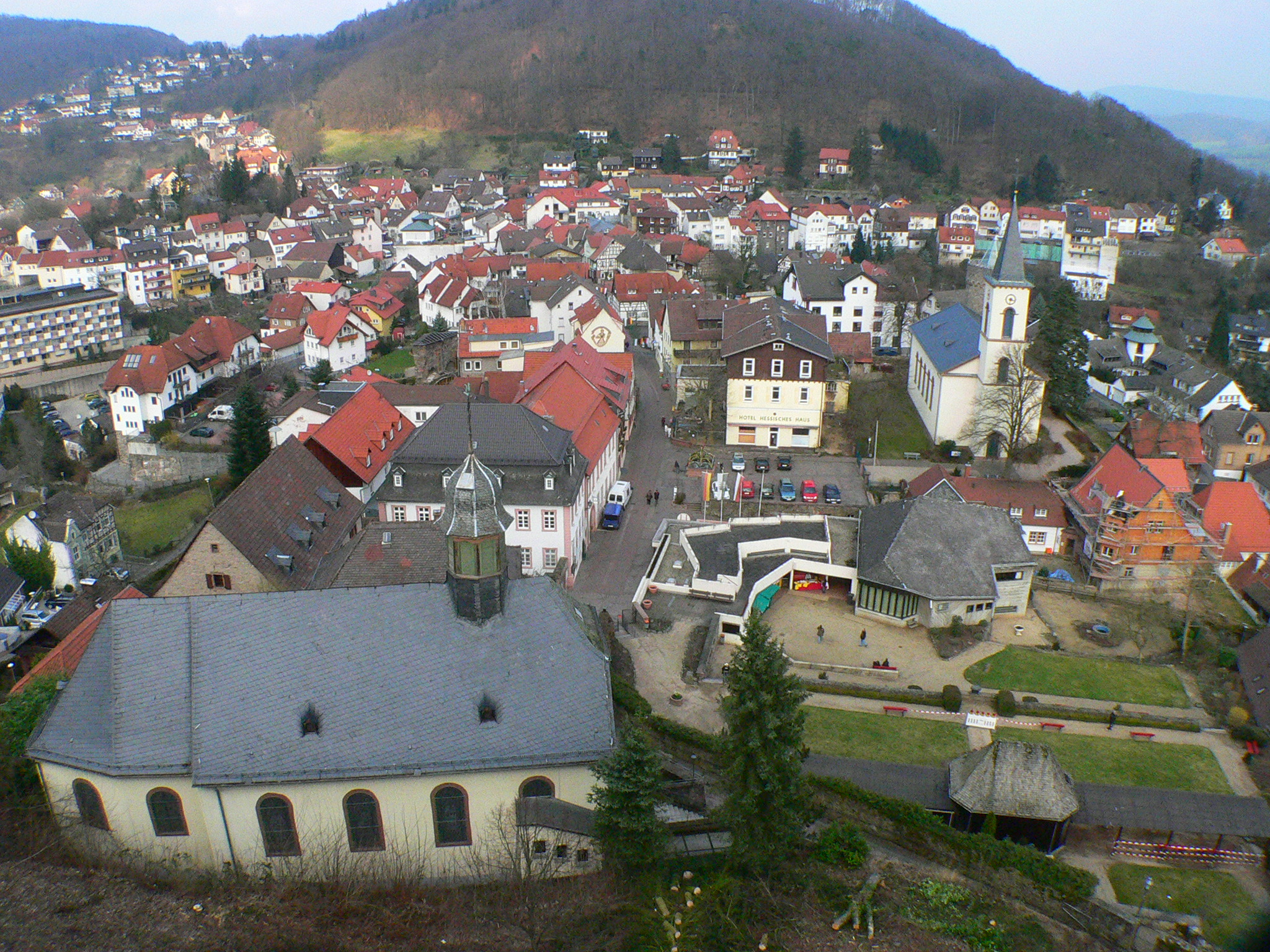
Ortsansicht von Lindenfels
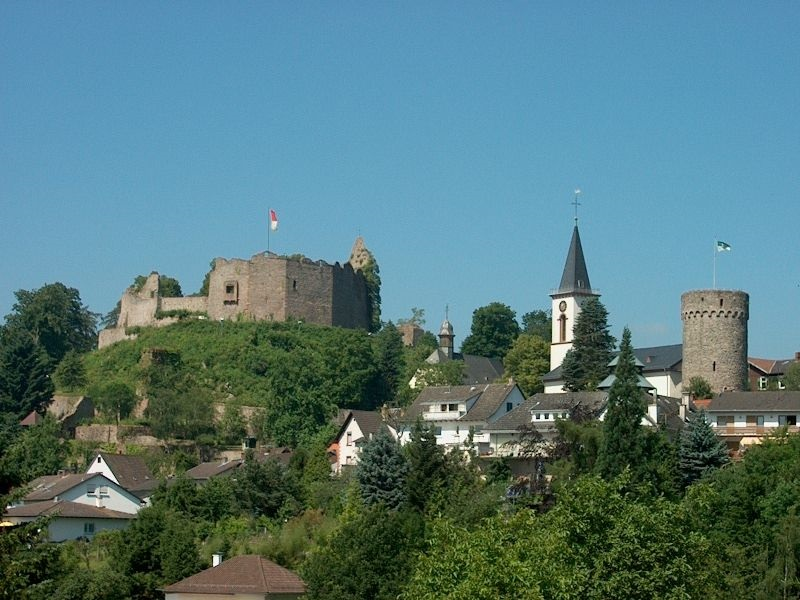
Burg, katholische und evangelische Kirche, Bürgerturm
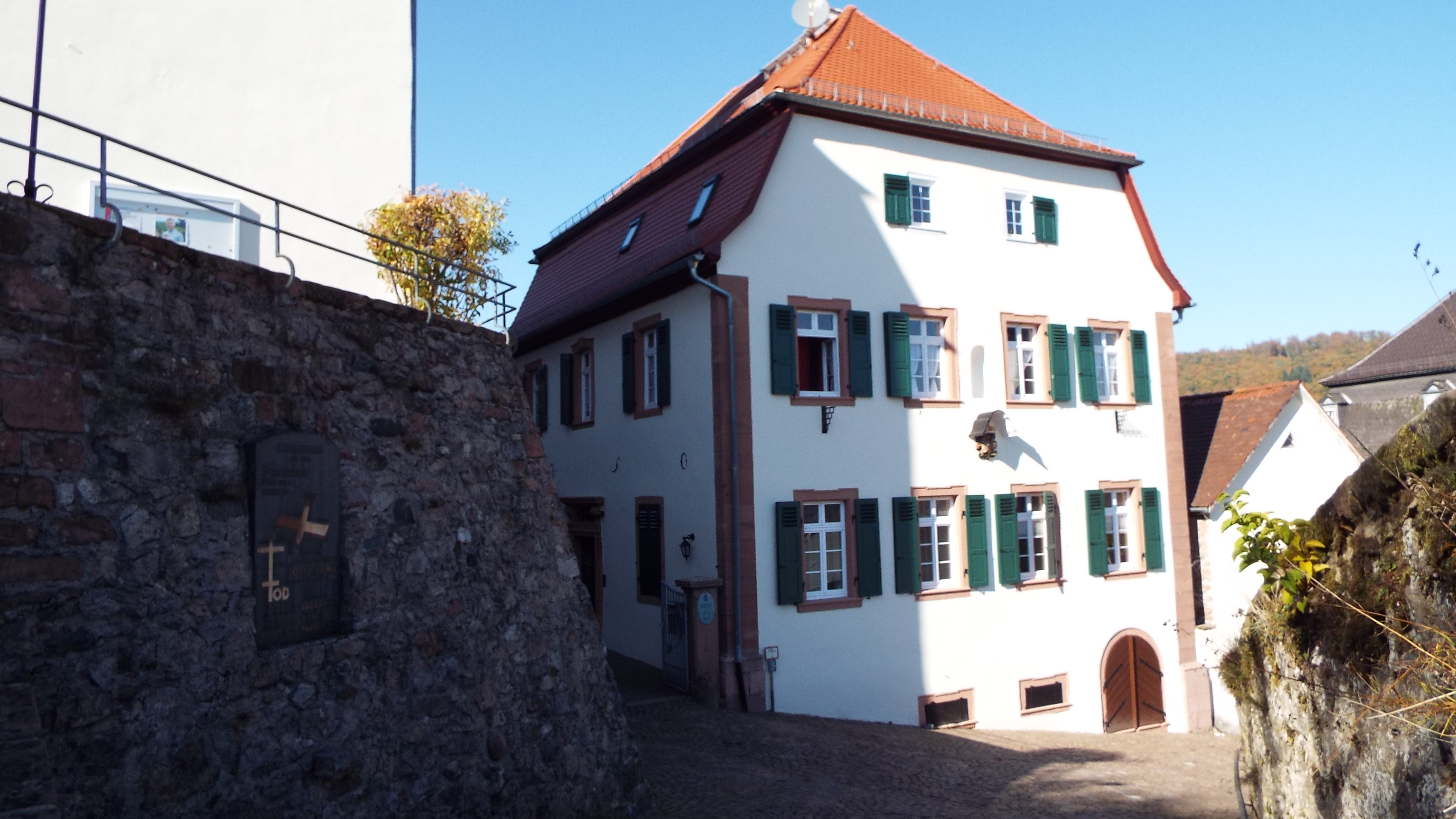
Katholisches Pfarrhaus aus dem Jahre 1752
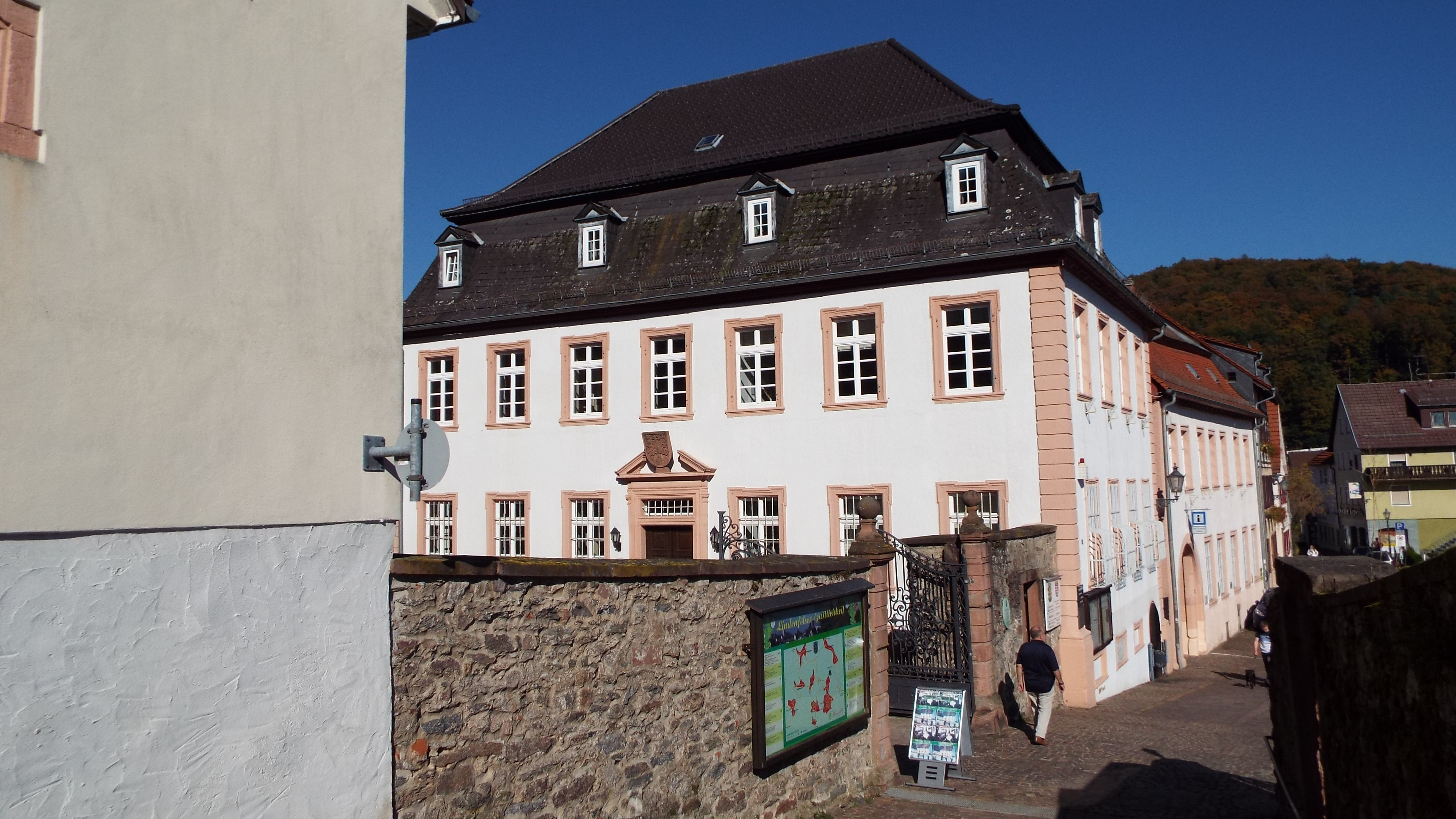
Rathaus aus dem Jahre 1755
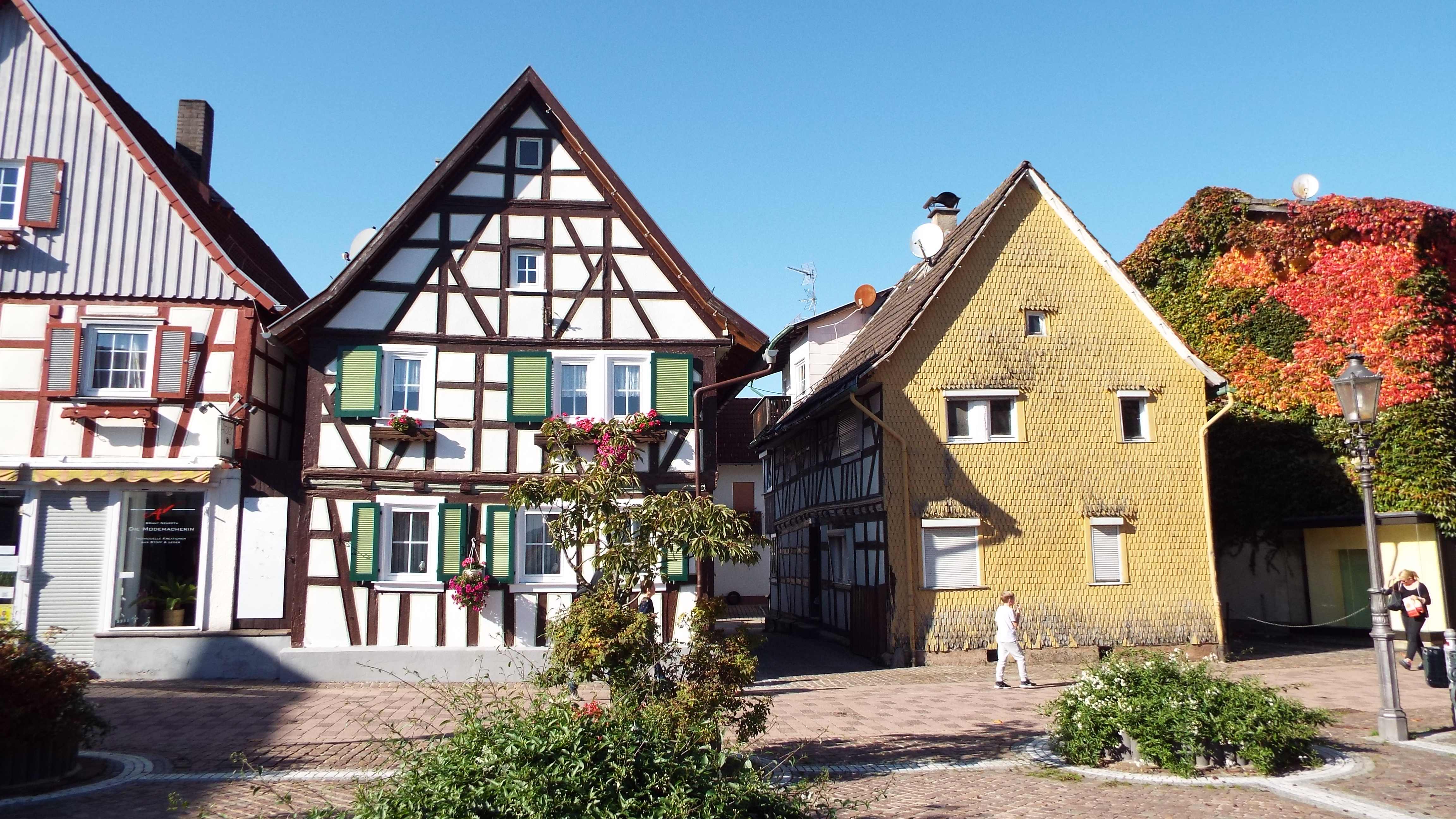
Kulturdenkmal – Fachwerkhaus Burgstraße 21
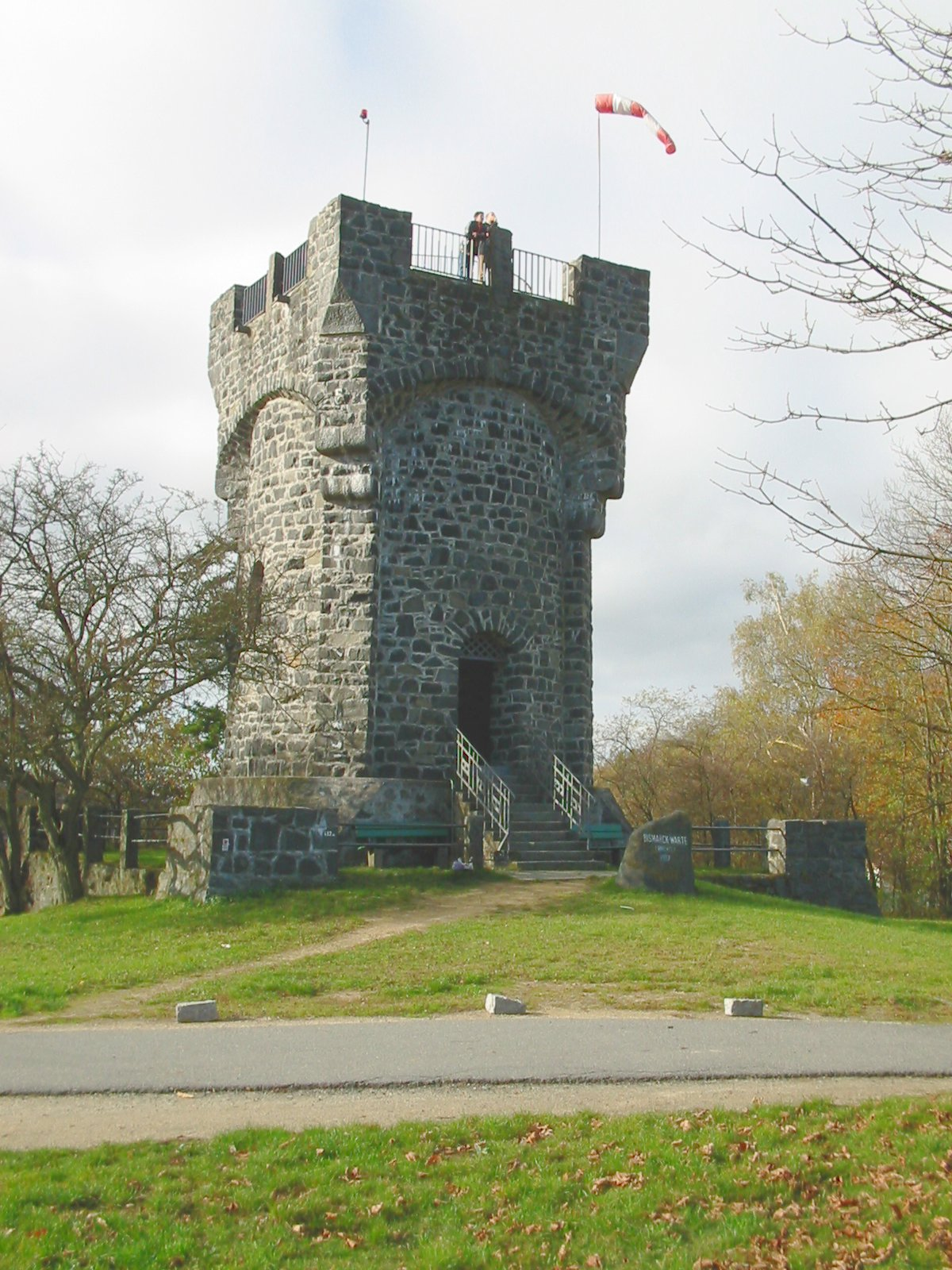
Die Bismarckwarte

- Die Bismarckwarte (einer der zahlreichen Bismarcktürme Deutschlands) befindet sich auf der Litzelröder Höhe (452 m ü. NN). Sie wurde von 1906 bis 1907 vom Verschönerungs- und Verkehrsverein und Odenwaldklub Lindenfels errichtet. Der Turm ist 12,3 Meter hoch und uneingeschränkt für die Allgemeinheit geöffnet. 1997–1998 wurde der Turm grundlegend saniert. Durch eine Treppe im Inneren gelangt man auf die begehbare Plattform, von der aus man einen Ausblick auf die Täler um Lindenfels genießen kann.
- Weitere Sehenswürdigkeiten sind das Haus Baur de Betaz, das Äußere und das Innere Fürther Tor sowie verschiedene Fachwerkhäuser und Barockbauten, welche die Fußgängerzone in Richtung Burg säumen. Hierzu zählen unter anderem das Rathaus und die katholische Kirche St. Peter und Paul. Johann Franz Schlunkard, Schultheiß von Lindenfels in den Jahren 1745 bis 1755, erbaute in seiner Amtszeit das barocke Gebäude. Es ging 1768 in den Besitz der pfälzischen Hofkammer über und wurde ab diesem Zeitpunkt als Amtshaus und ab 1802 von der hessischen Verwaltung benutzt. Es diente auch als Rentamt und war schließlich Sitz der Oberförsterei Lindenfels. Im Jahre 1953 wurde das Anwesen von der Stadt Lindenfels erworben und dient seither als Rathaus.[57]
- Unterhalb der katholischen Kirche steht das katholische Pfarrhaus. Es gehört zu der Barockgruppe von Gebäuden in Lindenfels und wurde in den Jahren 1750 bis 1752 erbaut. Die Ecklisenen (Mauerblenden), die Gewände aus rotem Sandstein, das Doppelwappen der Kurpfalz und die Giebelnische mit der Marienfigur tragen zur Belebung der Fassade des stattlichen Baues bei.[58]
- In der alten Zehntscheuer befindet sich das Lindenfelser Museum. Unter dem Leitmotiv Vom Oberamtsstädtchen der Kurpfalz zum Heilklimatischen Kurort werden auf vier Ebenen Sammlungen zur Stadtgeschichte, Volkskunde, Landwirtschaft, Handwerk und der Druckerei gezeigt. In einem im Jahr 2009 neu gestalteten Raum finden wechselnde Ausstellungen statt.
- Im Frühjahr 2010 wurde im Stadtzentrum („In der Stadt“) im Haus Baureneck das Deutsche Drachenmuseum eröffnet. Dort werden die Entstehung des Mythos vom Drachen, der Drachen des Ostens und des Westens und verschiedene Drachen-Literatur gezeigt. In einem Raum für die Jugend mit Videoanlage können sich Kinder spielend mit dem Thema Drachen beschäftigen.
- Der Bürgerturm steht unweit nordöstlich der Evangelischen Kirche. Er ist ein Aussichtsturm und beherbergt Teile der Ausstellung des Drachenmuseums.
- In der Nähe von Lindenfels befindet sich auf dem Krehberg ein 122 Meter hoher Sendeturm der Deutschen Telekom AG für UKW und Richtfunk. Der Turm besteht aus einem freistehenden Stahlfachwerkunterbau, auf dem ein abgespannter Sendemast montiert ist.
- Am 25. November 2009 löste sich nach natürlicher Erosion aus dem Felsmassiv der Burg Lindenfels ein ca. 3 m × 5 m großer Granitfelsen mit einem Gewicht von ca. 80 Tonnen, er rollte den Hang abwärts, durchschlug zwei Mauern, hinterließ eine Schneise der Verwüstung und blieb im feuchten Boden vor dem Pavillon des Kurgartens liegen. Der Felsbrocken wurde im Jahre 2010 im Rahmen einer Bewerbung der Hessischen Innenstadtoffensive Ab in die Mitte nach einem Ideenwettbewerb zur Namensfindung als Drachenfels bezeichnet.[59]

### Natur und Schutzgebiete
In den Gemarkungen Winterkasten, Glattbach und Seidenbuch gehören Waldgebiete zum ausgedehnten Natura2000-Schutzgebiet „Buchenwälder des Vorderen Odenwaldes“ (FFH-Gebiet 6218-302).
Unterhalb von Winterkasten ist der Verlauf des Mergbachs mit Zuflüssen Teil des Schutzgebiets „Oberläufe der Gersprenz“ (FFH-Gebiet DE 6319-302).
Zahlreiche Einzelbäume und Felsformationen sowie die Gersprenzquelle sind als Naturdenkmale ausgewiesen.
- siehe auch Liste der Naturdenkmale in Lindenfels

### Wanderwege
Durch Lindenfels führt der Nibelungensteig, ein 130 Kilometer langer Fernwanderweg, der den Odenwald von Westen nach Osten komplett durchzieht. Ebenfalls führt der 172 Kilometer lange Main-Stromberg-Weg, der in Frankfurt am Main beginnt und in Sternenfels auf dem Höhenzug des Stromberges endet, durch Lindenfels.

### Regelmäßige Veranstaltungen
Zu den bedeutendsten, jährlich stattfindenden Veranstaltungen gehören:
- der Oster- und Künstlermarkt jeweils zwei Wochen vor Ostern im Bürgerhaus,[63]
- von Juni bis Juli die Lindenfelser Nudeltage[64]
- das Drachenfest jeweils am ersten Julisonntag am Drachenmuseum,[65]
- das traditionelle Burg- und Trachtenfest am 1. Augustwochenende mit Feuerwerk, Festzug und Volksfest auf der Burg,
- das Mittelalterliche Spektakulum im Mai (ab 2011 nur noch alle zwei Jahre) mit Ritterspielen,
- das Klassik Open Air seit 2003 am dritten Wochenende (Samstag) auf Burg Lindenfels
- die Brauchtumstage im Oktober, an denen althergebrachte Odenwälder Bräuche und Handwerkskunst präsentiert werden,
- das Kino-Open-Air Ende August; drei Kinofilme werden abends von Donnerstag bis Samstag in der Burgruine gezeigt.

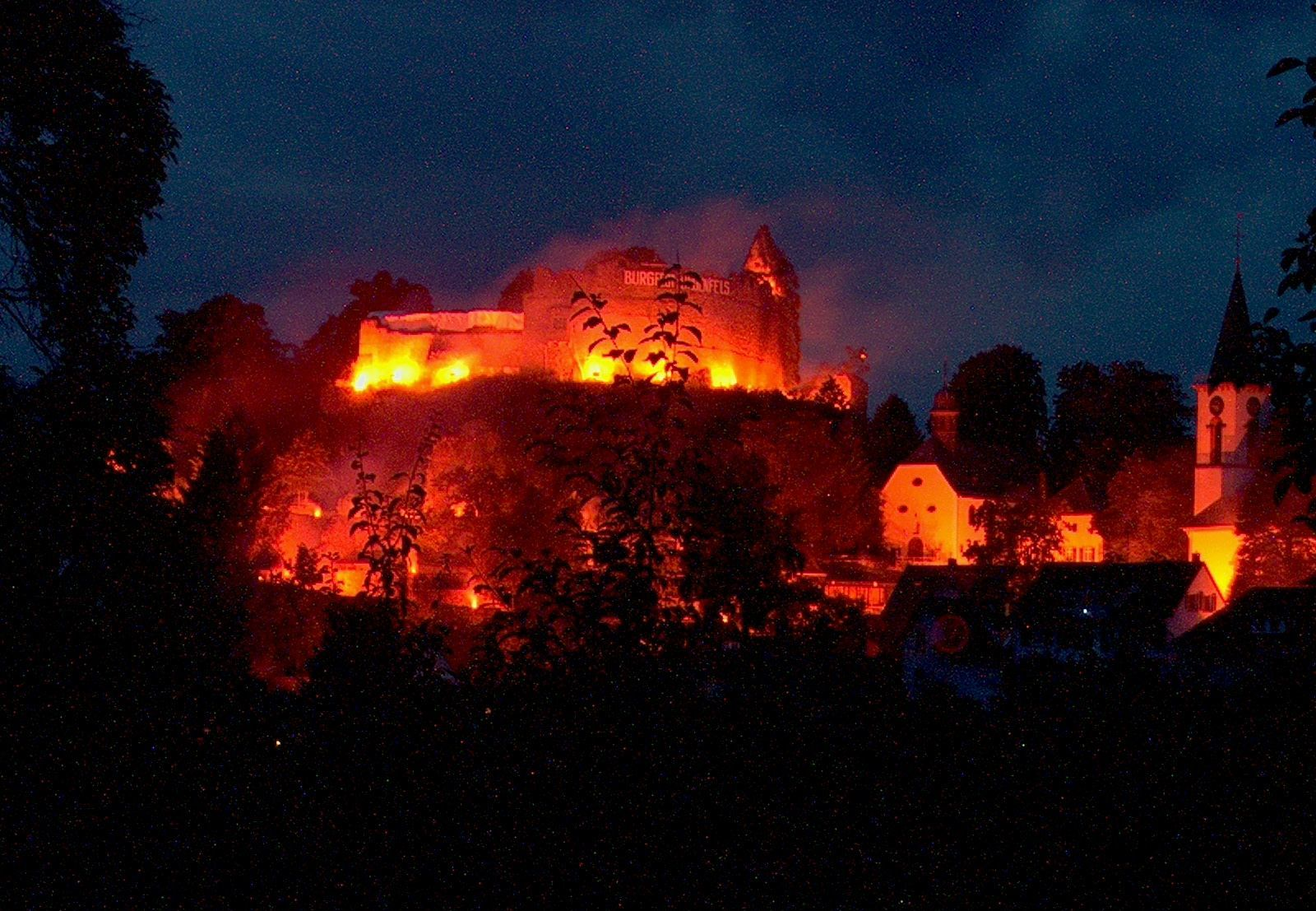
Burgbeleuchtung zum Burgfest
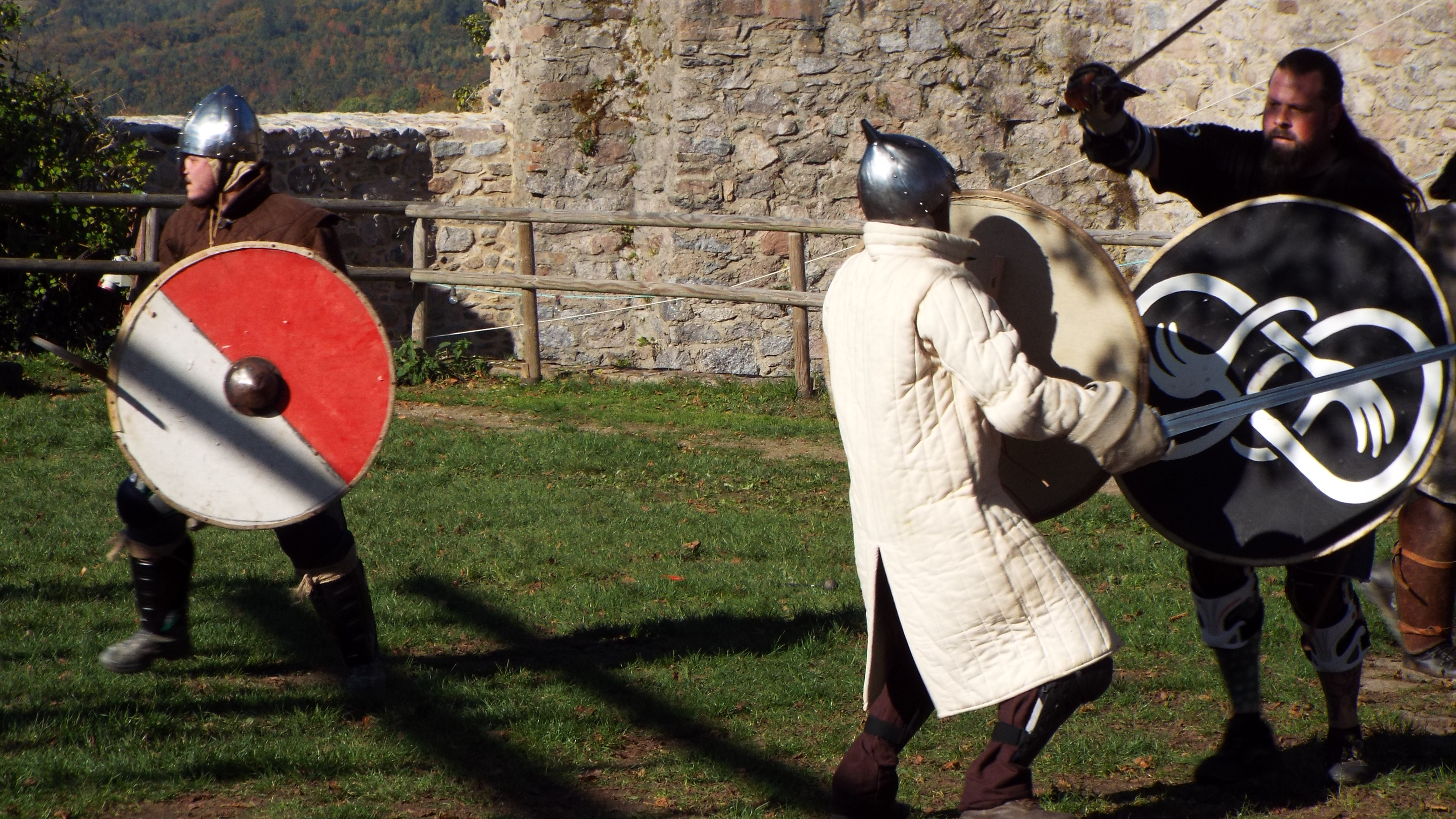
Mittelalterliche Ritterspiele
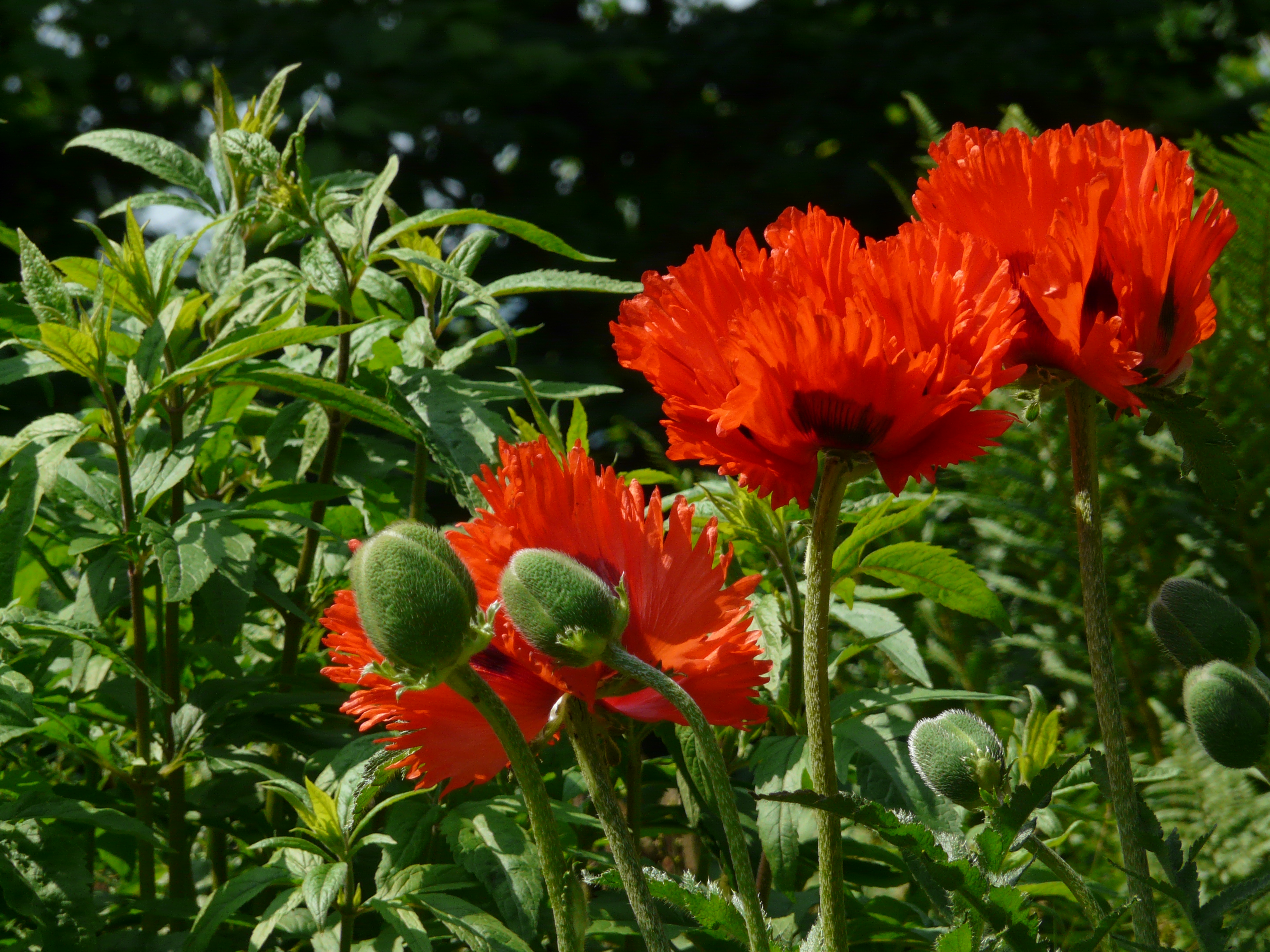
Heilpflanzengarten an der Burg
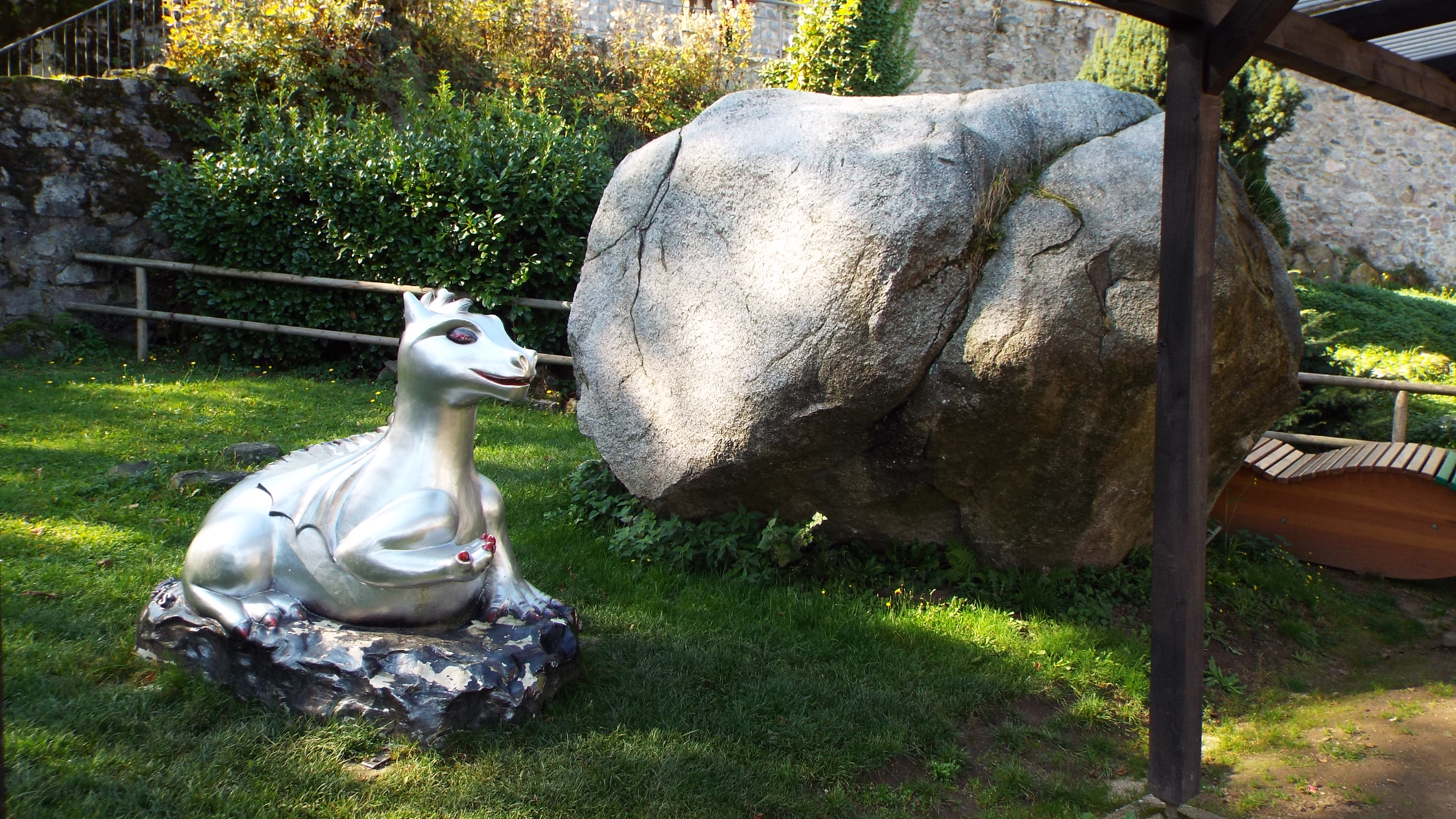
Drachenfels

## Wirtschaft und Infrastruktur

### Flächennutzung
Das Gemeindegebiet umfasst eine Gesamtfläche von 9673 Hektar, davon entfallen in ha auf:
| Nutzungsart             | Nutzungsart             | 2011 | 2015 |
| ----------------------- | ----------------------- | ---- | ---- |
| Gebäude- und Freifläche | Gebäude- und Freifläche | 240  | 248  |
| davon                   | Wohnen                  | 99   | 99   |
|                         | Gewerbe                 | 9    | 15   |
| Betriebsfläche          | Betriebsfläche          | 25   | 17   |
| davon                   | Abbauland               | 9    | 6    |
| Erholungsfläche         | Erholungsfläche         | 22   | 22   |
| davon                   | Grünanlage              | 11   | 11   |
| Verkehrsfläche          | Verkehrsfläche          | 425  | 425  |
| Landwirtschaftsfläche   | Landwirtschaftsfläche   | 5089 | 5086 |
| davon                   | Moor                    | 0    | 0    |
|                         | Heide                   | 0    | 0    |
| Waldfläche              | Waldfläche              | 3746 | 3748 |
| Wasserfläche            | Wasserfläche            | 86   | 86   |
| Sonstige Nutzung        | Sonstige Nutzung        | 58   | 41   |

### Tourismus
Die Stadtteile Schlierbach und Winkel sind anerkannte Erholungsorte.

### Medien
Über das Lokalgeschehen berichten das Starkenburger Echo und der Bergsträßer Anzeiger.

### Bildung
Eine Grundschule gibt es in Lindenfels. Kindertagesstätten befinden sich in Lindenfels und in Winterkasten. Die Stadt Lindenfels betreibt eine Bücherei.

### Verkehr
Durch Lindenfels führt die 1840 als Staatsstraße von Worms nach Michelstadt gebaute Bundesstraße 47. Sie ist heute auch als Nibelungenstraße bekannt.

## Persönlichkeiten

### Söhne und Töchter der Stadt
- Johann Fritz (1799–1878), Rechtswissenschaftler
- Wilhelm Baur (1826–1897), Theologe und Volksschriftsteller
- Franz von Baur (1830–1897), Forstwissenschaftler
- Friedrich Maurer (1898–1984), germanistischer Mediävist und Linguist
- Martin Winkler (* 1980), Sportjournalist und Fernsehmoderator
- Timo Glock (* 1982), Formel-1-Rennfahrer
- Monika Wegener (* 1982), Schauspielerin
- Sebastian Kneißl (* 1983), Fußballspieler
- Judith Neumann (* 1989), Schauspielerin
- Fabian Kreim (* 1992), Rallyefahrer
- Anna Köhler (* 1993), Bobfahrerin
- Linh Tran (* 1995), Tischfußballspielerin
- Marco Kaffenberger (* 1996), Fußballspieler

### Persönlichkeiten mit Bezug zu Lindenfels
- Carl Alwin Schenck (1868–1955), Forstwissenschaftler, Gründer der ersten amerikanischen Forstschule (1898), lebte während des Zweiten Weltkriegs in Lindenfels
- Else Luthmer (1880–1961), Malerin und Illustratorin
- Thomas Heinze (* 30. März 1964), deutsch-amerikanischer Schauspieler, ging in Lindenfels zur Schule
- Thorsten „Torsun“ Burkhardt (1974–2023), Sänger der Electropunk-Band Egotronic, aufgewachsen in Lindenfels[67]